# Lijst van personen overleden in 1981
Dit is een lijst van personen die zijn overleden in 1981.

## Januari

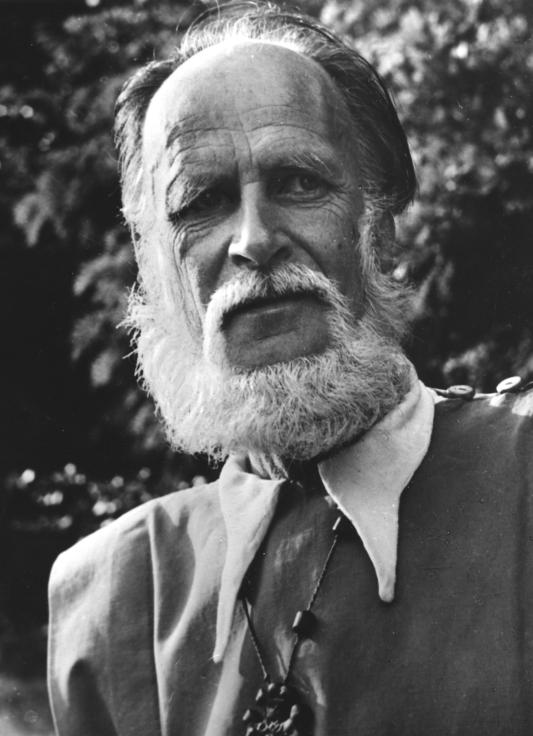
Lanza del Vasto
5 januari

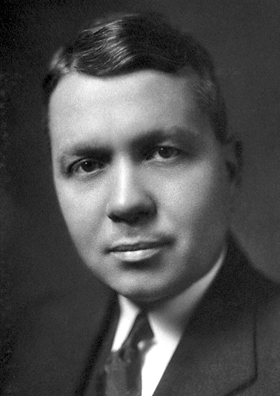
Harold Urey
5 januari

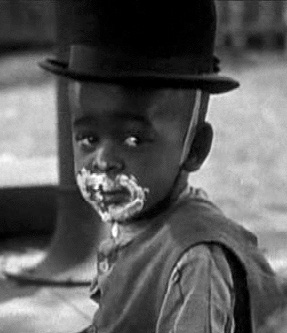
Matthew Beard
8 januari

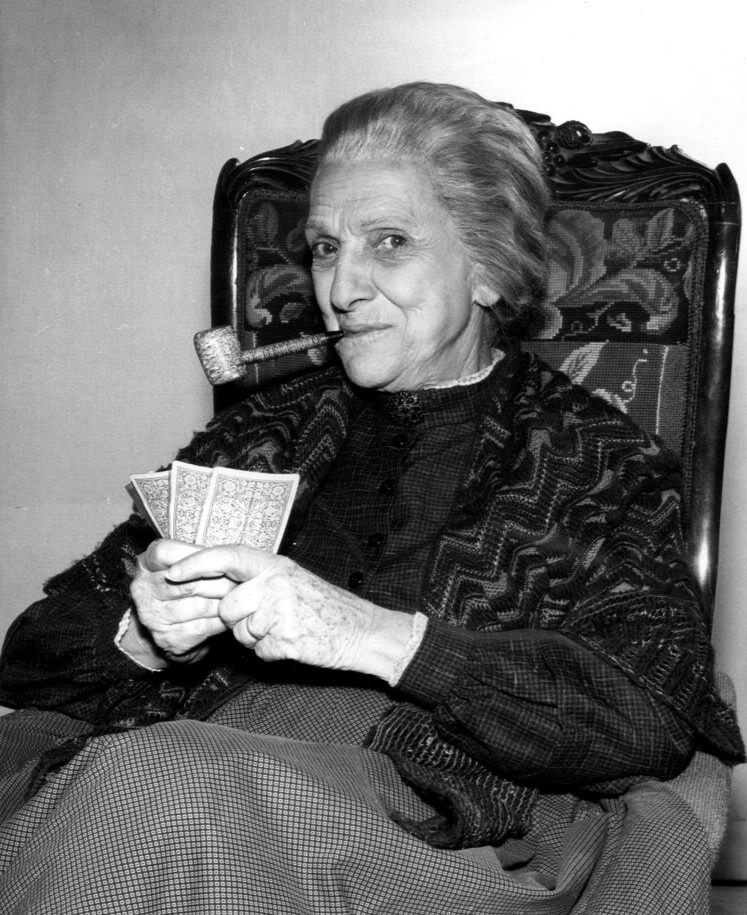
Beulah Bondi
11 januari

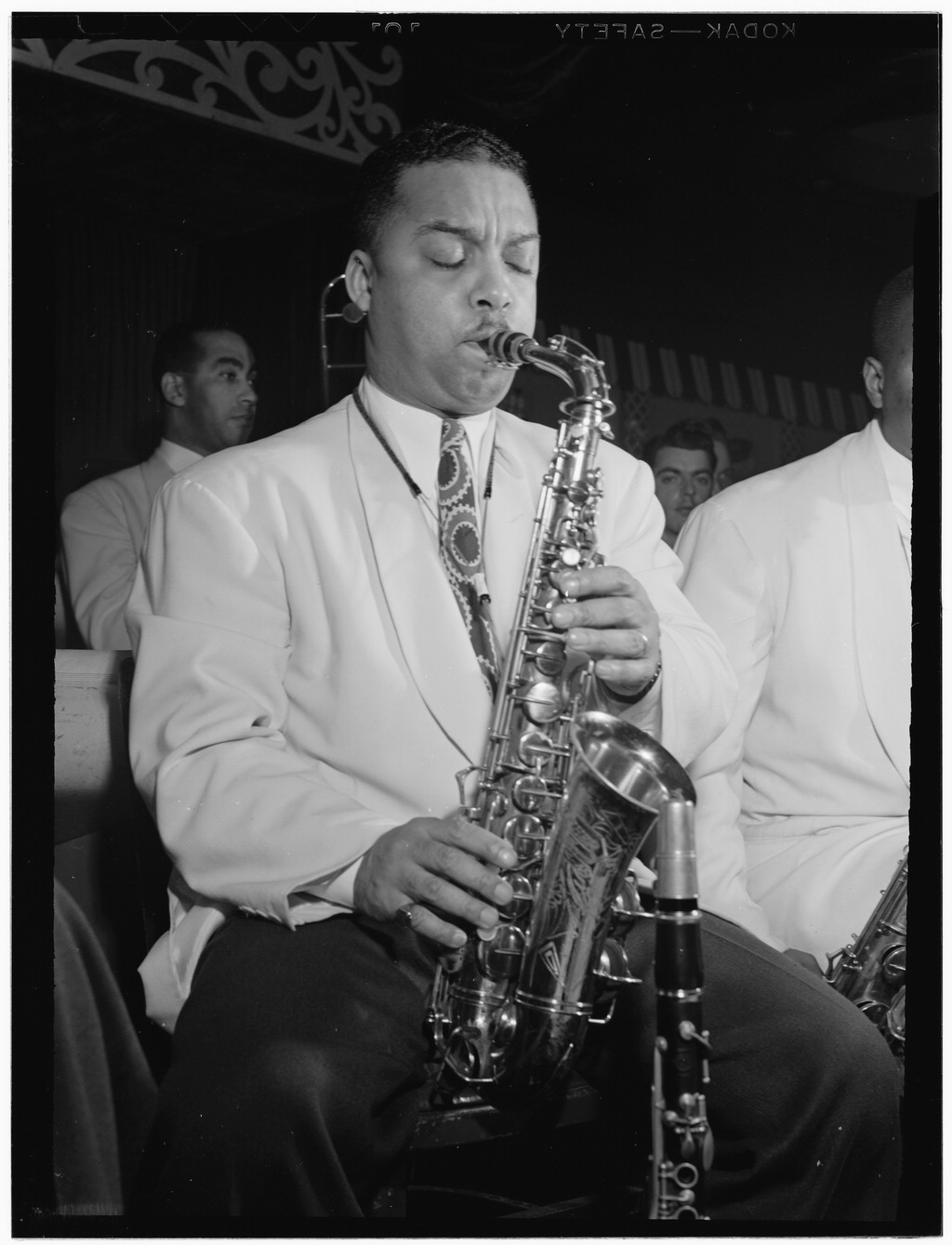
Russell Procope
21 januari

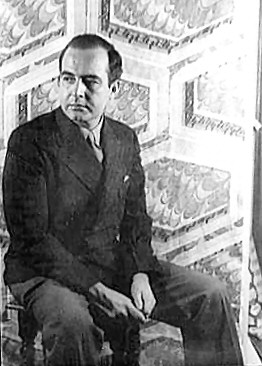
Samuel Barber
23 januari

| 1 | 2 | 3 | 4 | 5 | 6 | 7 | 8 | 9 | 10 | 11 | 12 | 13 | 14 | 15 | 16 | 17 | 18 | 19 | 20 | 21 | 22 | 23 | 24 | 25 | 26 | 27 | 28 | 29 | 30 | 31 |
| - | - | - | - | - | - | - | - | - | -- | -- | -- | -- | -- | -- | -- | -- | -- | -- | -- | -- | -- | -- | -- | -- | -- | -- | -- | -- | -- | -- |

### 1 januari
- Mauri Rose (74), Amerikaans autocoureur

### 2 januari
- Toon Ramselaar (81), Nederlands theoloog en geestelijke

### 3 januari
- Alice van Albany (97), Brits prinses
- Charles de Stuers (86), Nederlands kunstenaar

### 5 januari
- Paul Felix (67), Belgisch architect
- André Meurs (55), Nederlands tekstdichter en omroepbestuurder
- Harold Urey (87), Amerikaans scheikundige
- Lanza del Vasto (79), Italiaans filosoof en dichter
- Leopold Wohlrab (68), Oostenrijks handbalspeler

### 6 januari
- Archibald Joseph Cronin (84), Brits auteur en medicus
- Antonio Suárez (48), Spaans wielrenner

### 7 januari
- Antonio Castro Leal (84), Mexicaans jurist

### 8 januari
- Matthew Beard (56), Amerikaans acteur
- Aleksandr Kotov (67), Russisch schaker

### 9 januari
- Sammy Davis (94), Brits autocoureur
- Karel Schummelketel (83), Nederlands ruiter en militair

### 10 januari
- Welf Ernst van Brunswijk (33), lid Duitse adel
- Binne Piet van der Veen (64), Nederlands politicus

### 11 januari
- Beulah Bondi (90), Amerikaans actrice
- Malcolm MacDonald (79), Brits politicus

### 13 januari
- Finn Olav Gundelach (55), Deens politicus
- Emiel van Hemeldonck (83), Belgisch schrijver

### 15 januari
- Doug Livingstone (82), Schots voetballer en voetbaltrainer
- Graham Whitehead (58), Brits autocoureur

### 16 januari
- René-Émile Godfroy (96), Frans militair
- Bernard Lee (73), Brits acteur

### 18 januari
- Emmanuel Poncelet (78), Belgisch politicus

### 19 januari
- Francesca Woodman (22), Amerikaans fotografe

### 20 januari
- Wilopo (72), Indonesisch minister-president

### 21 januari
- Cuth Harrison (74), Brits autocoureur
- Russell Procope (72), Amerikaans jazzmusicus

### 22 januari
- Fannie Thomas (113), oudste persoon ter wereld

### 23 januari
- Samuel Barber (70), Amerikaans componist
- Frits Schipper (76), Nederlands voetballer

### 24 januari
- Wilhelmina Cammel (110), oudste inwoner van Nederland

### 27 januari
- Léo Collard (78), Belgisch politicus

### 31 januari
- Mel Holden (26), Schots voetballer
- Max Woiski sr. (69), Surinaams musicus

## Februari

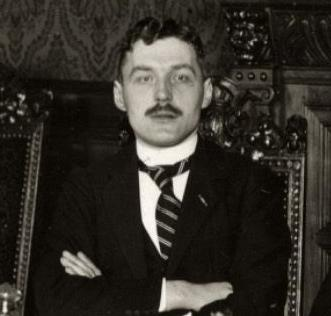
Jan Donner
2 februari

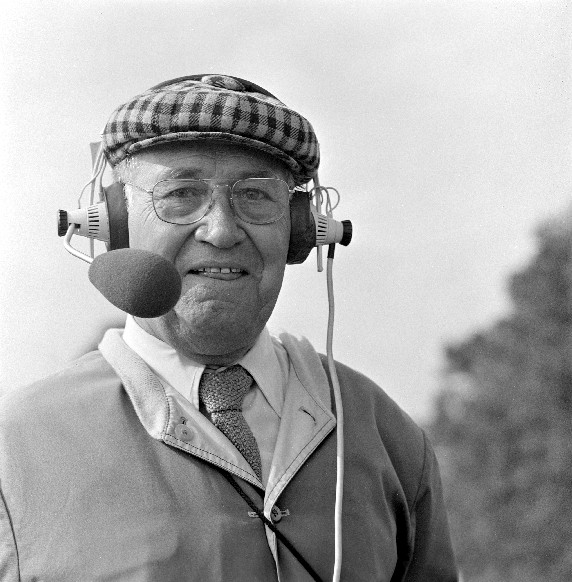
Barend Barendse
5 februari

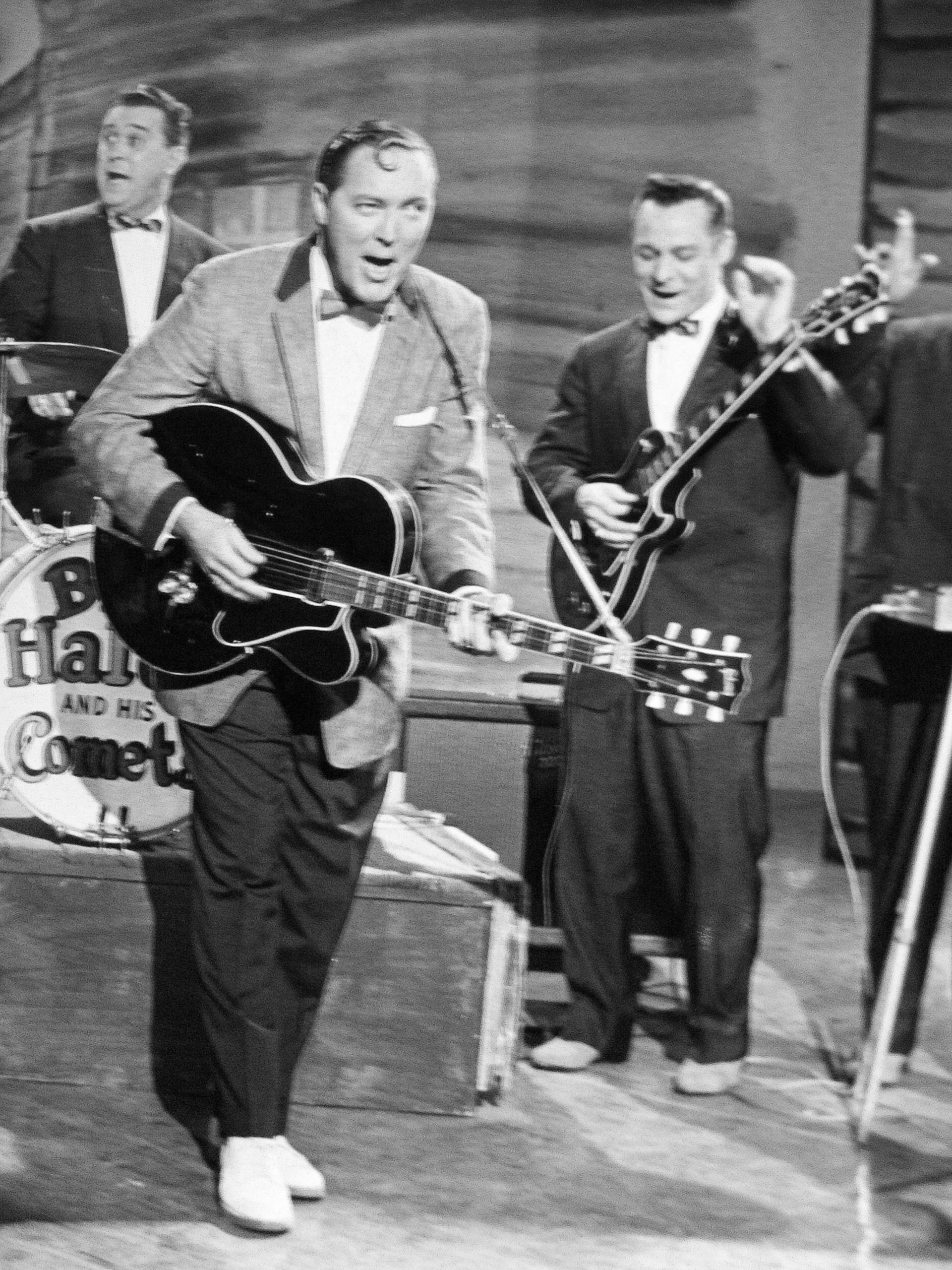
Bill Haley
9 februari

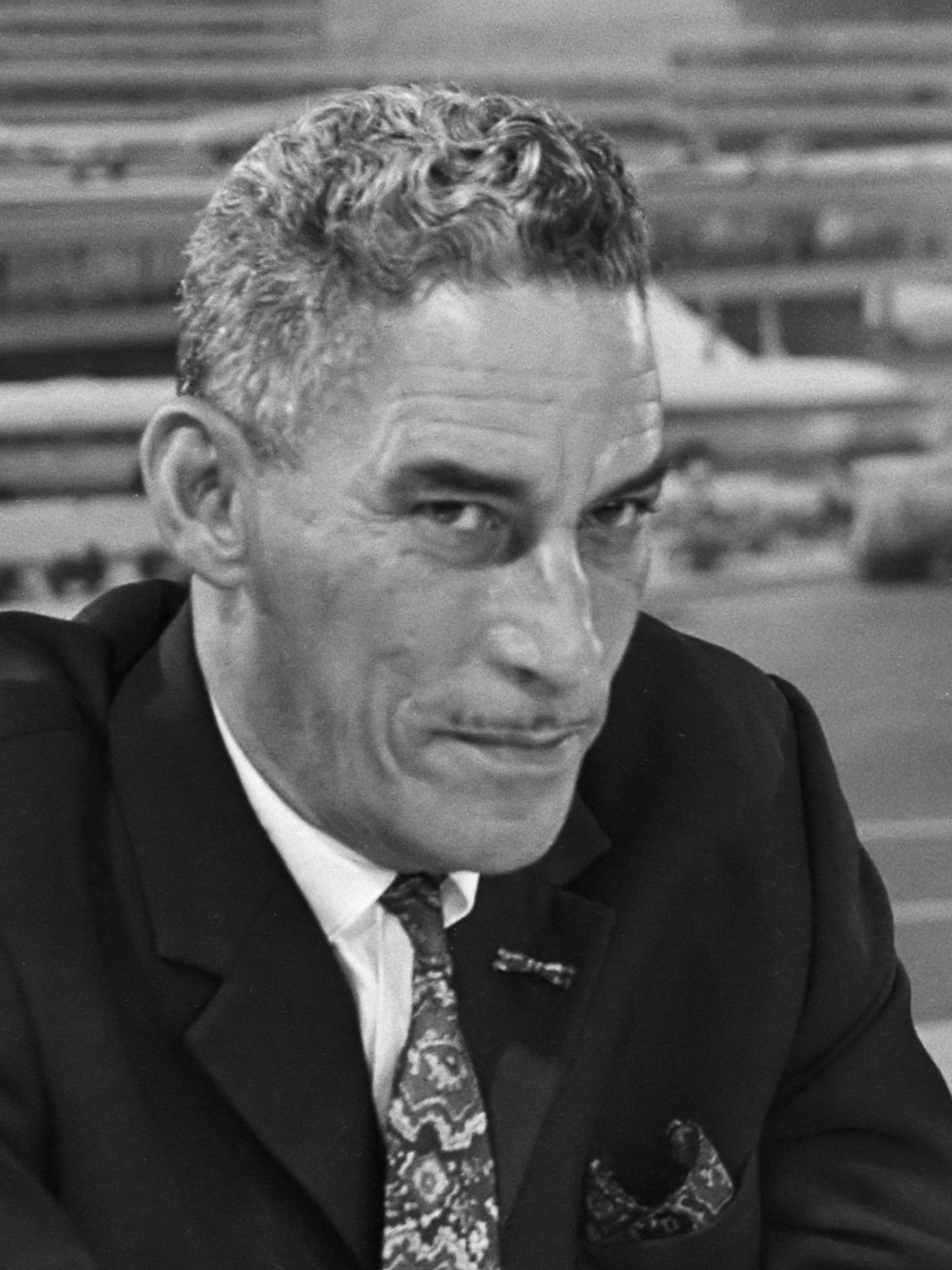
Just Rens
16 februari

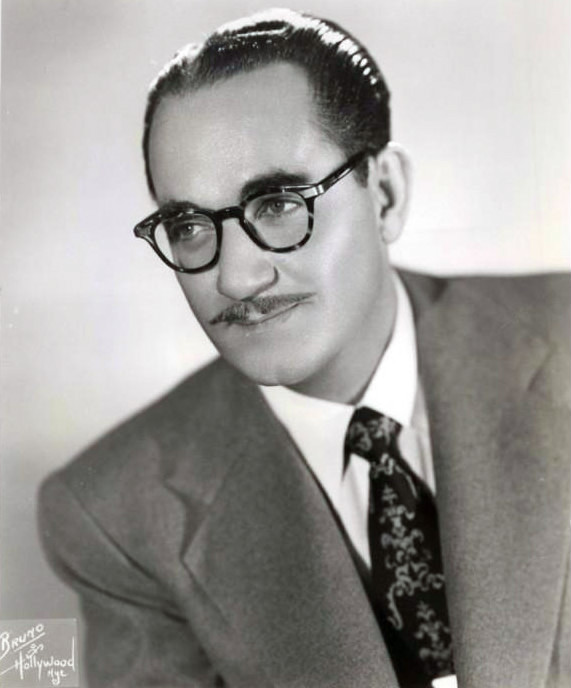
Shep Fields
23 februari

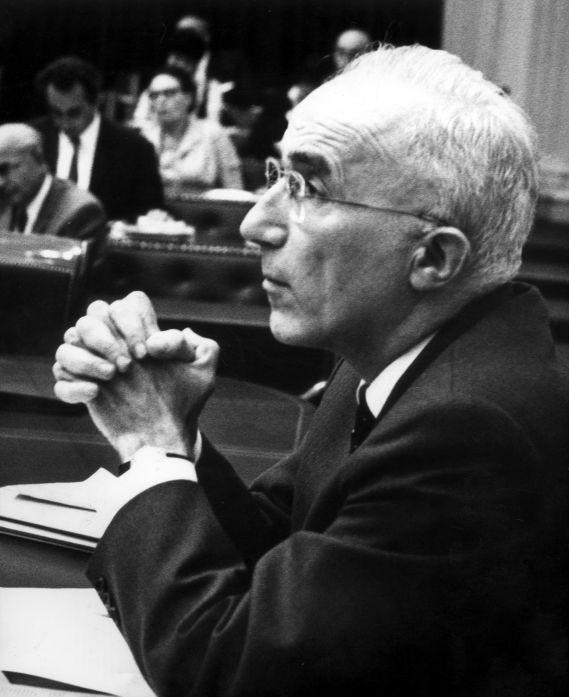
Carel Polak
28 februari

| 1 | 2 | 3 | 4 | 5 | 6 | 7 | 8 | 9 | 10 | 11 | 12 | 13 | 14 | 15 | 16 | 17 | 18 | 19 | 20 | 21 | 22 | 23 | 24 | 25 | 26 | 27 | 28 |
| - | - | - | - | - | - | - | - | - | -- | -- | -- | -- | -- | -- | -- | -- | -- | -- | -- | -- | -- | -- | -- | -- | -- | -- | -- |

### 1 februari
- Joe Carroll (61), Amerikaans zanger
- Ernst Pepping (79), Duits componist
- Geirr Tveitt (72), Noors componist

### 2 februari
- Jan Donner (89), Nederlands jurist en politicus

### 4 februari
- Cor Smit (89), Nederlands revueartieste

### 5 februari
- Barend Barendse (73), Nederlands radio- en tv-presentator

### 6 februari
- Frederika van Brunswijk (63), koningin van Griekenland

### 7 februari
- Honoré Loones (70), Belgisch burgemeester
- Marius Mondelé (67), Belgisch voetballer

### 8 februari
- Louis van Kimmenade (79), Nederlands ondernemer

### 9 februari
- Bill Haley (55), Amerikaans zanger
- Paul Voigt (79), Brits audiopionier

### 12 februari
- Bruce Fraser (93), Brits militair

### 13 februari
- Wacław Kuchar (83), Pools sporter
- Nico Palar (80), Nederlands politicus
- Evert Verwey (75), Nederlands scheikundige

### 15 februari
- Aimé Foncke (69), Belgisch politicus
- Karl Richter (54), Duits dirigent
- Joris in 't Veld (85), Nederlands politicus

### 16 februari
- Frank Froeba (73), Amerikaans jazzpianist
- Just Rens (64), Surinaams politicus en ondernemer
- André Schaller (60), Nederlands beeldhouwer
- Herman Wirth (95), Nederlands-Duits historicus

### 17 februari
- David Garnett (88), Brits schrijver
- Alberto Zozaya (72), Argentijns voetballer

### 18 februari
- Karel Mans (67), Nederlands verzetsstrijder
- Gerrit Toornvliet (73), Nederlands predikant

### 20 februari
- Jaap Bakema (66), Nederlands architect
- Germaine Poinso-Chapuis (79), Frans politica

### 22 februari
- Walter Simon (87), Duits-Brits sinoloog, tibetoloog en bibliothecaris

### 23 februari
- Albert Dejonghe (87), Belgisch wielrenner
- Shep Fields (70), Amerikaans jazzmusicus
- Maximiliaan van Waldeck-Pyrmont (82), lid Duitse adel

### 25 februari
- Paul Woitschach (73), Duits componist

### 26 februari
- Robert Aickman (66), Engels schrijver
- Howard Hanson (84), Amerikaans componist
- F.C. Terborgh (79), Nederlands schrijver en dichter

### 28 februari
- Carel Polak (71), Nederlands politicus

## Maart

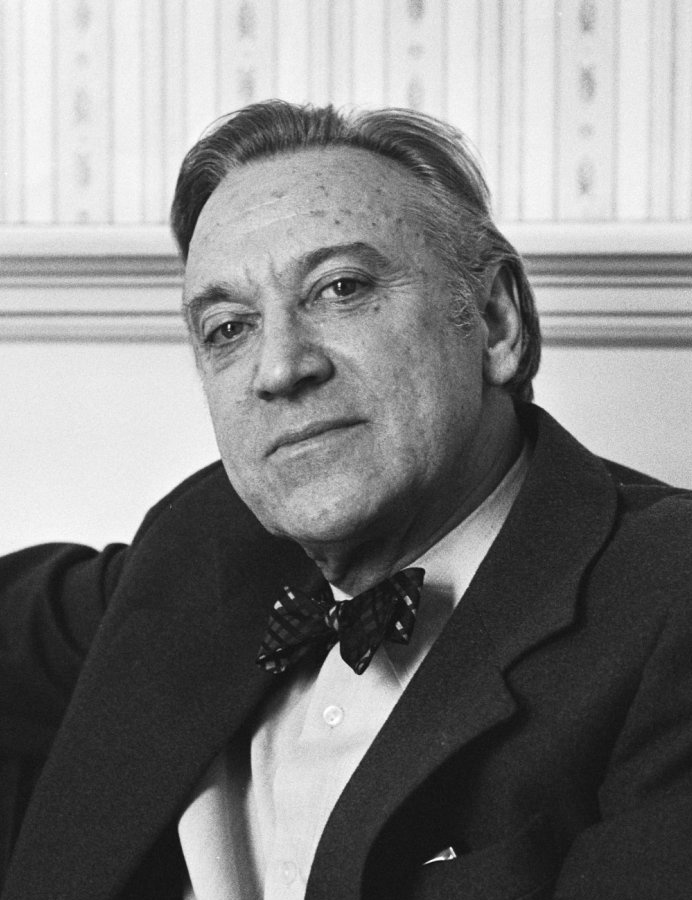
Kirill Kondrasjin
7 maart

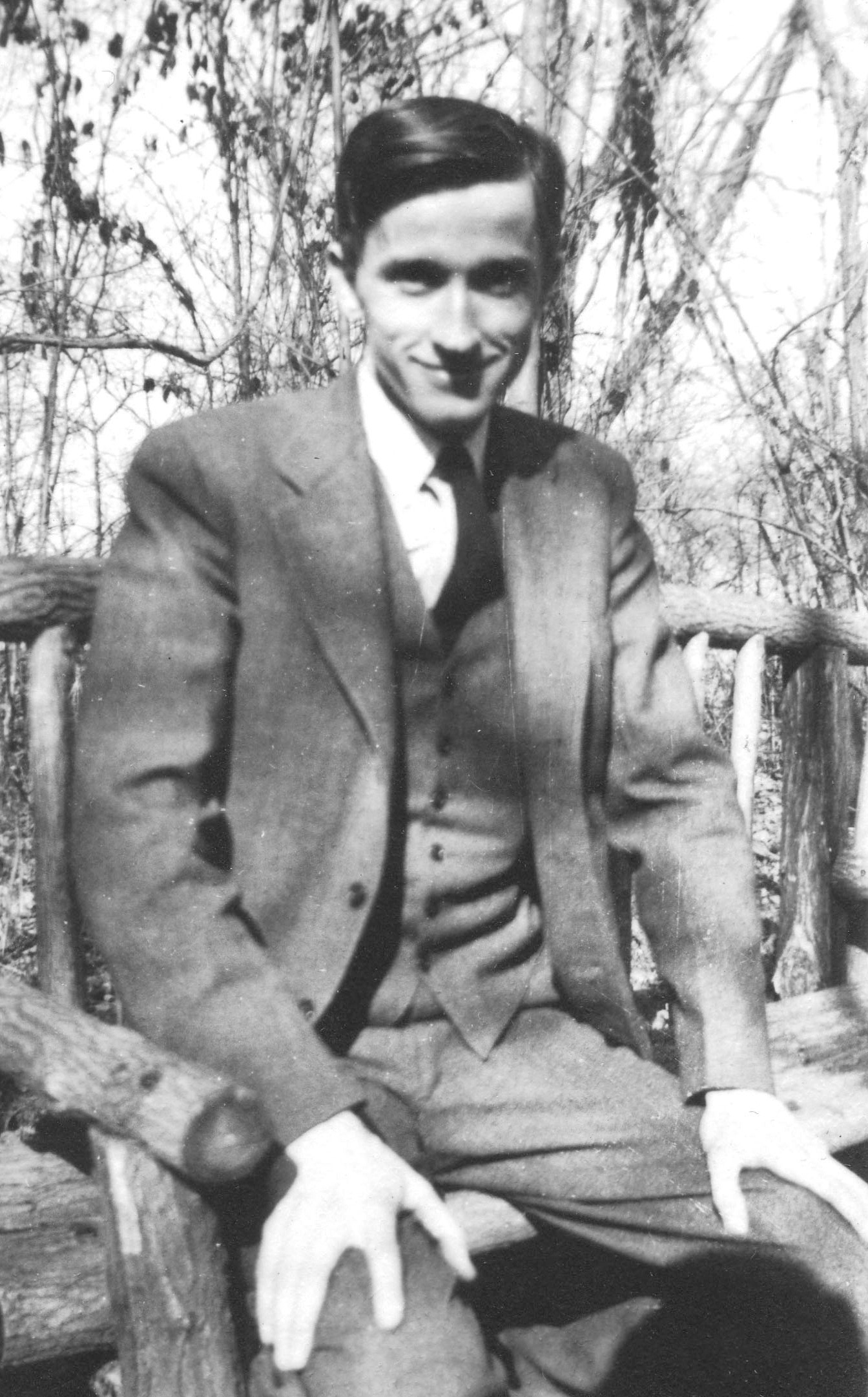
Max Delbrück
9 maart

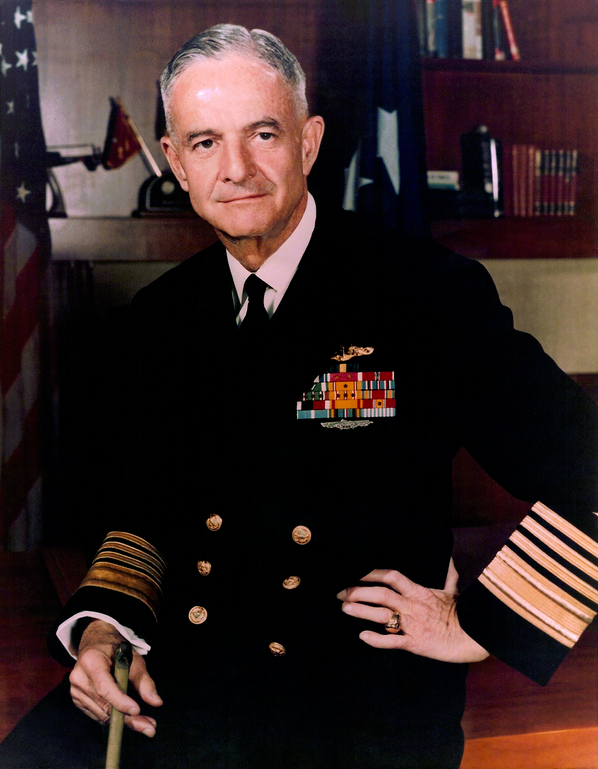
John S. McCain jr.
22 maart

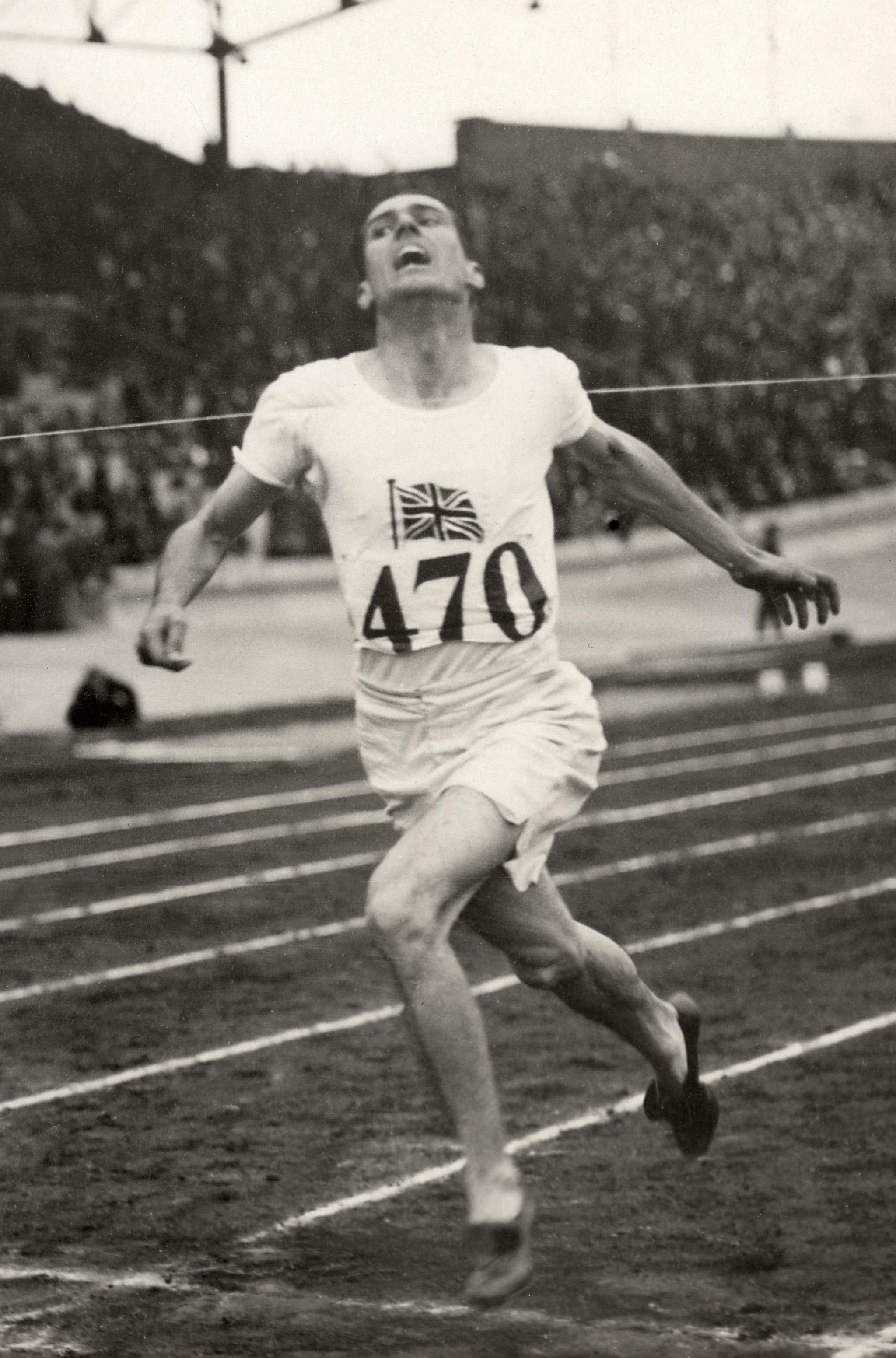
Douglas Lowe
30 maart

| 1 | 2 | 3 | 4 | 5 | 6 | 7 | 8 | 9 | 10 | 11 | 12 | 13 | 14 | 15 | 16 | 17 | 18 | 19 | 20 | 21 | 22 | 23 | 24 | 25 | 26 | 27 | 28 | 29 | 30 | 31 |
| - | - | - | - | - | - | - | - | - | -- | -- | -- | -- | -- | -- | -- | -- | -- | -- | -- | -- | -- | -- | -- | -- | -- | -- | -- | -- | -- | -- |

### 1 maart
- Martyn Lloyd-Jones (81), Brits theoloog

### 4 maart
- Boris de Zirkoff (78), Amerikaans schrijver

### 5 maart
- Yip Harburg (84), Amerikaans songwriter

### 6 maart
- Allen Heath (63), Canadees autocoureur

### 7 maart
- Little Hat Jones (81), Amerikaans blueszanger
- Kirill Kondrasjin (67), Russisch dirigent

### 8 maart
- Augustine Tessier (112), oudste persoon ter wereld

### 9 maart
- Max Delbrück (74), Duits-Amerikaans biofysicus

### 11 maart
- Henri Giel (88), Nederlands bankier
- Ab te Pas (70), Nederlands politicus

### 15 maart
- René Clair (82), Frans filmregisseur

### 17 maart
- Jan van Bennekom (75), Nederlands politicus

### 21 maart
- Irving Jaffee (74), Amerikaans schaatser

### 22 maart
- John S. McCain jr. (70), Amerikaans militair leider
- Anna de Waal (74), Nederlands politica
- Martin Ydo (67), Nederlands ingenieur

### 23 maart
- Claude Auchinleck (96), Brits militair leider
- Mike Hailwood (40), Brits motor- en autocoureur
- Kornel Mayer (63), Duits componist
- Beatrice Tinsley (40), Nieuw-Zeelands astronome en kosmoloog

### 25 maart
- Felix de Nobel (73), Nederlands dirigent
- Johannes Hendrikus Scholten (77), Nederlands kunstschilder

### 26 maart
- Friedrich Högner (83), Duits componist

### 28 maart
- Joeri Trifonov (55), Russisch schrijver

### 29 maart
- David Prophet (43), Brits autocoureur

### 30 maart
- Douglas Lowe (78), Brits atleet

### 31 maart
- Enid Bagnold (91), Brits schrijfster
- Carmen Mastren (67), Amerikaans jazzmusicus

## April

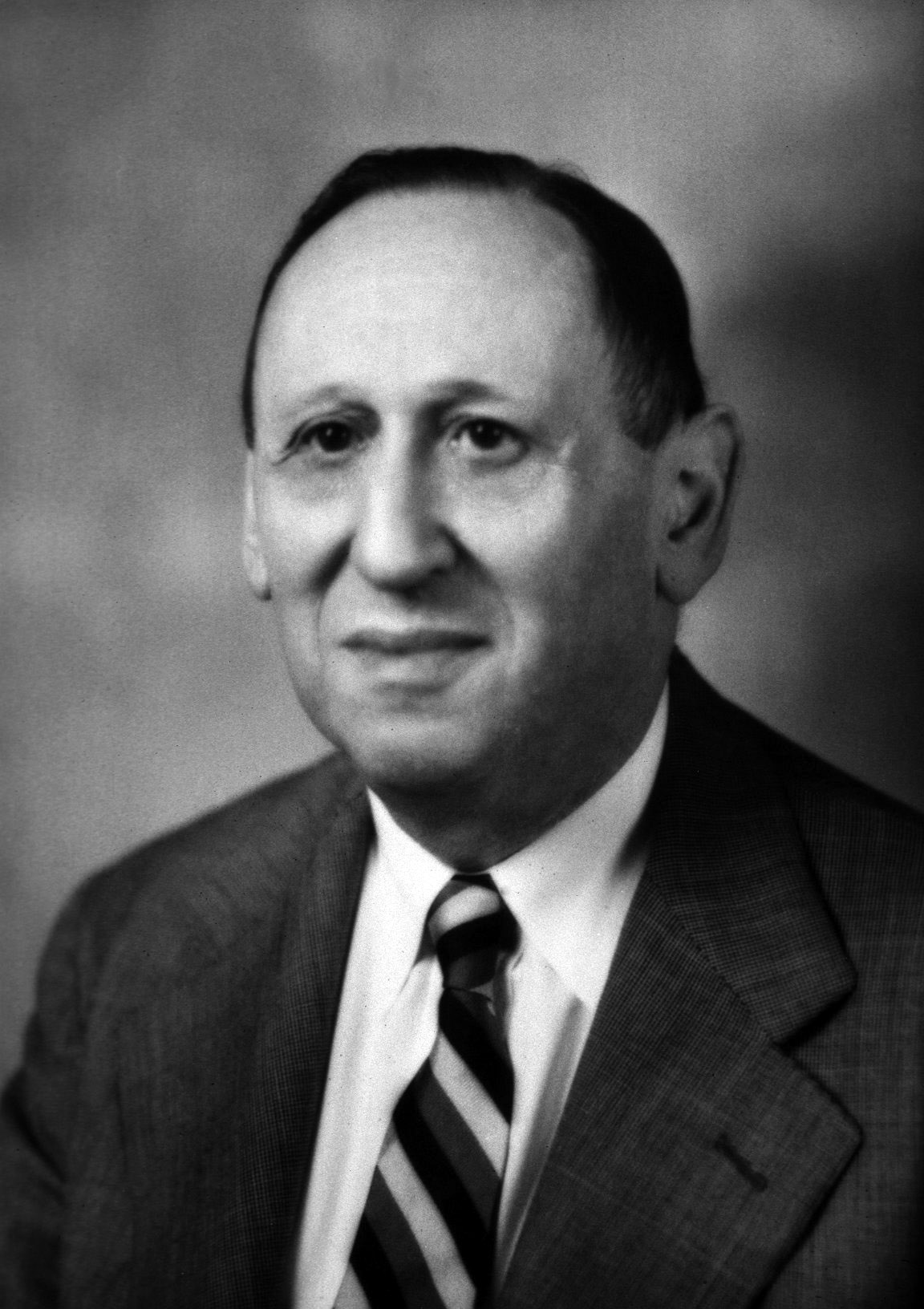
Leo Kanner
3 april

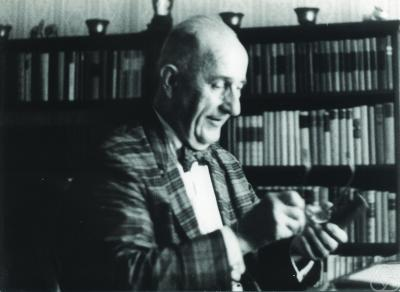
Carl Ludwig Siegel
4 april

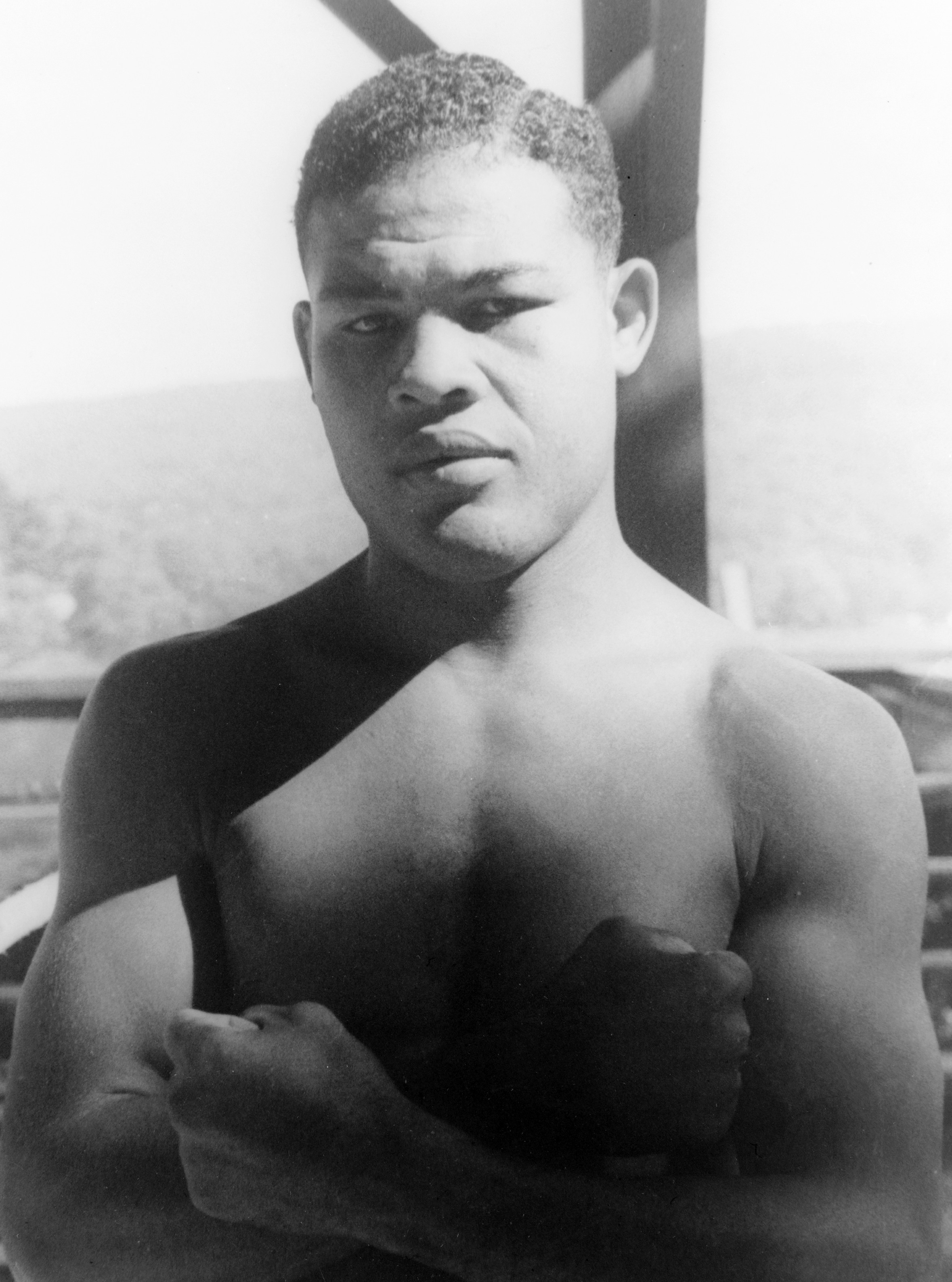
Joe Louis
12 april

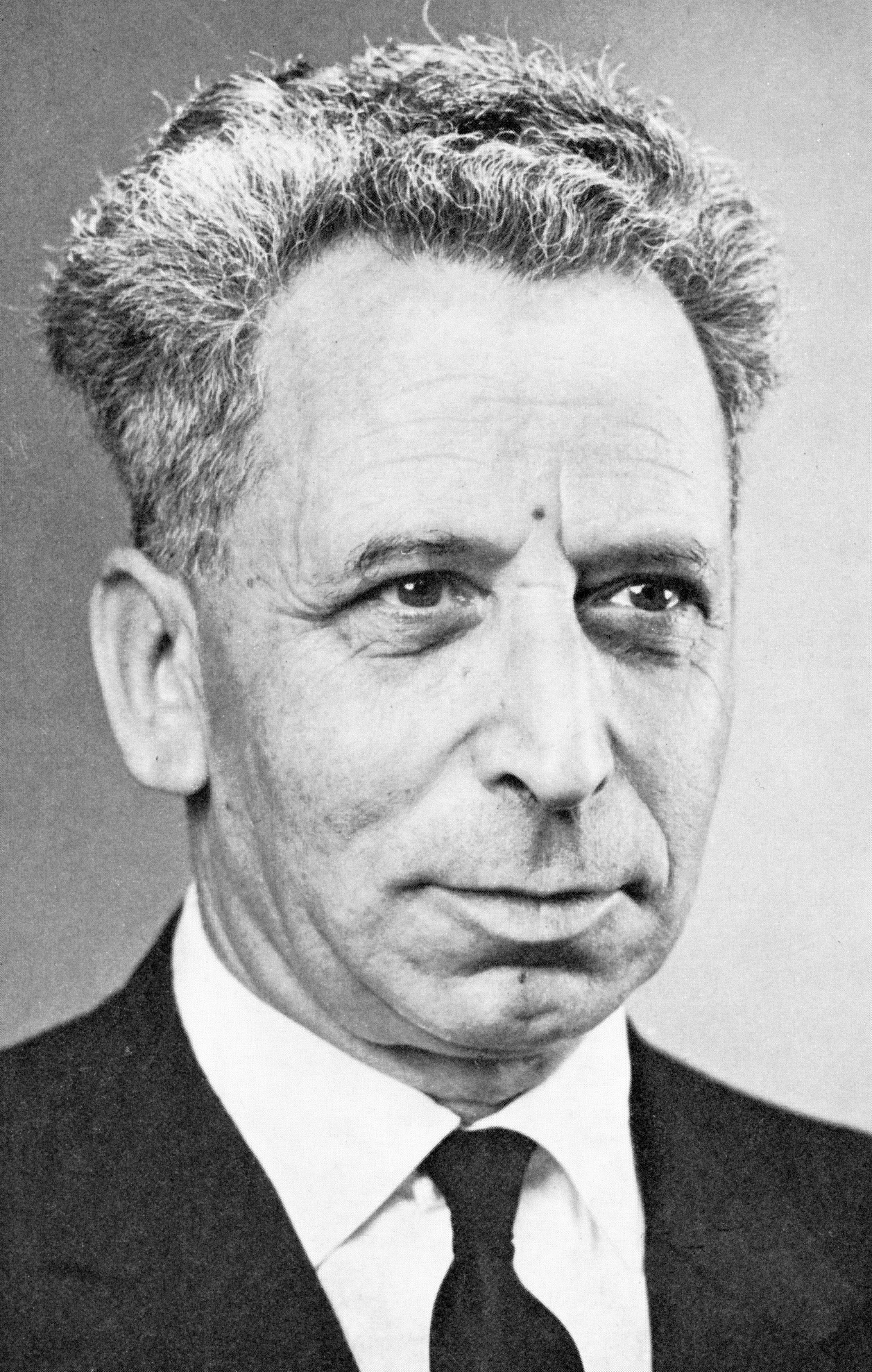
Jaap van Praag
12 april

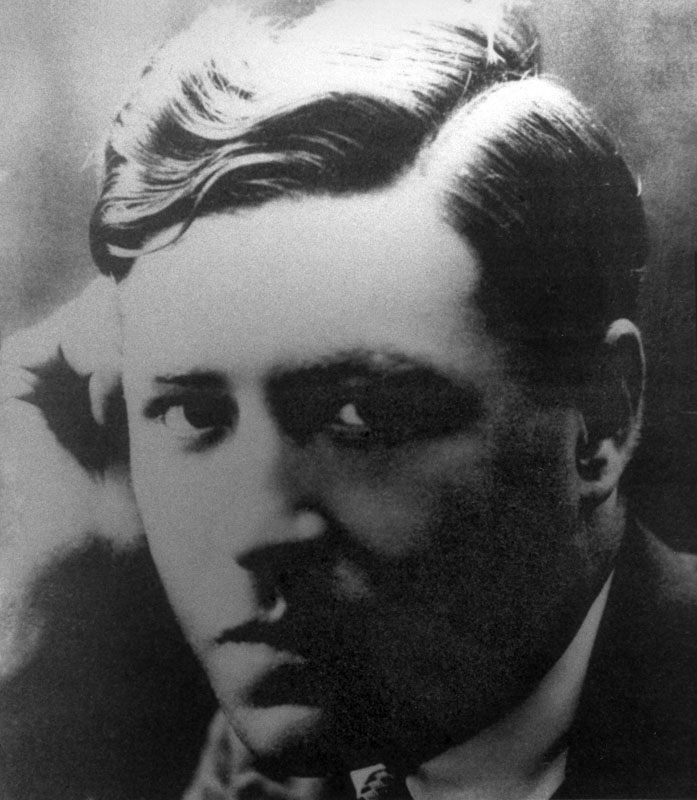
Josep Pla
23 april

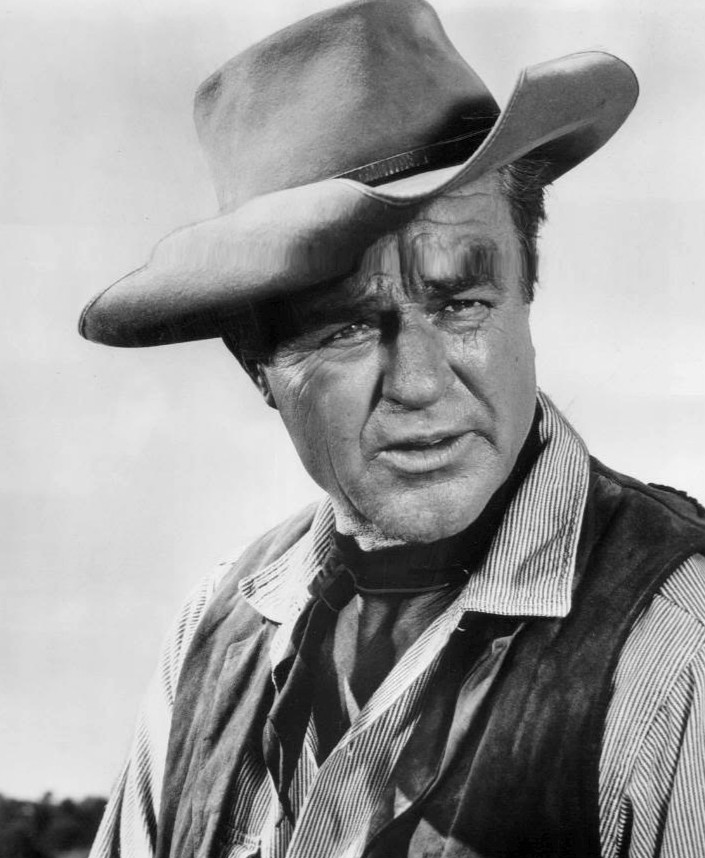
Jim Davis
26 april

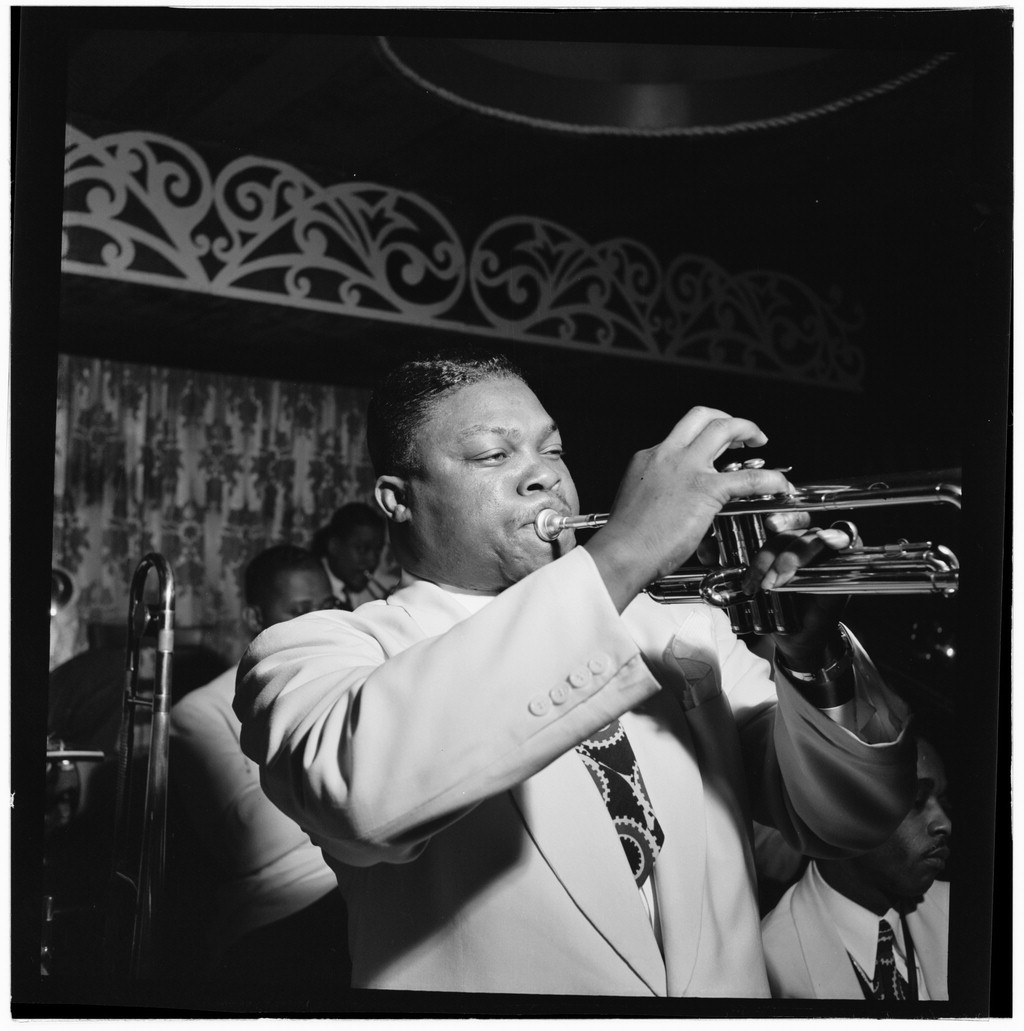
Cat Anderson
29 april

| 1 | 2 | 3 | 4 | 5 | 6 | 7 | 8 | 9 | 10 | 11 | 12 | 13 | 14 | 15 | 16 | 17 | 18 | 19 | 20 | 21 | 22 | 23 | 24 | 25 | 26 | 27 | 28 | 29 | 30 |
| - | - | - | - | - | - | - | - | - | -- | -- | -- | -- | -- | -- | -- | -- | -- | -- | -- | -- | -- | -- | -- | -- | -- | -- | -- | -- | -- |

### 1 april
- D.F. Jones (62), Brits schrijver

### 3 april
- Leo Kanner (86), Oostenrijk-Amerikaans psychiater

### 4 april
- Carl Ludwig Siegel (84), Duits wiskundige

### 5 april
- Emile Hanse (88), Belgisch voetballer en voetbalbestuurder
- Martien van Helvoort (75), Nederlands politicus
- Cornelis Verolme (80), Nederlands industrieel

### 7 april
- Kit Lambert (45), Brits muziekproducent
- Norman Taurog (82), Amerikaans filmregisseur

### 8 april
- Omar Bradley (88), Amerikaans militair leider

### 9 april
- Armand Lepaffe (73), Belgisch atleet
- Ichiro Nakayama (82), Japans econoom
- Frans de Wit (79), Nederlands kunstschilder

### 12 april
- Hendrik Andriessen (88), Nederlands componist en organist
- Frits van Bemmel (82), Nederlands illustrator
- Petrus Beukers (81), Nederlands zeiler
- W.Ph. Coolhaas (81), Nederlands historicus
- Joe Louis (66), Amerikaans bokser
- Adriaan Pelt (88), Nederlands journalist en diplomaat
- Jaap van Praag (69), Nederlands bestuurder

### 13 april
- Frits van Bemmel (82), Nederlands illustrator
- Guerino Bertocchi (73), Italiaans autocoureur
- Jean Taillard (84), Belgisch politicus

### 14 april
- Sergio Amidei (76), Italiaans scenarioschrijver
- Jakob Langenauer (67), Zwitsers politicus
- William Henry Vanderbilt III (79), Amerikaans ondernemer en bestuurder

### 15 april
- Valentine Prax (83), Frans kunstschilderes

### 17 april
- Frans Blanckaert (77), Belgisch politicus

### 19 april
- Pierre Dexters (75), Belgisch burgemeester

### 21 april
- Sixto Orosa sr. (89) Filipijns arts en schrijver

### 22 april
- Alexandre Corbeau (68), Belgisch politicus
- Hendrik Delport (80), Belgisch politicus

### 23 april
- Stefano Bontade (42), Italiaans misdadiger
- James Angus Gillan (95), Brits roeier
- Antoon Kessen (66), Nederlands burgemeester
- Josep Pla (84), Spaans schrijver en journalist

### 24 april
- Margaretha van Griekenland en Denemarken (76), lid Duitse adel
- Marinus Abraham Mieras (65), Nederlands geestelijke

### 26 april
- Jim Davis (71), Amerikaans acteur
- Madge Evans (71), Amerikaans actrice en model

### 27 april
- Maurice D'Haese (61), Belgisch schrijver

### 29 april
- Cat Anderson (64), Amerikaans jazztrompettist
- Willem Brandt (75), Nederlands dichter, schrijver en journalist
- Willy Schugens (68), Belgisch politicus

### 30 april
- Wim Hofker (79), Nederlands kunstenaar
- John Klein (66), Amerikaans componist
- Jo Turlings (64), Nederlands architect

## Mei

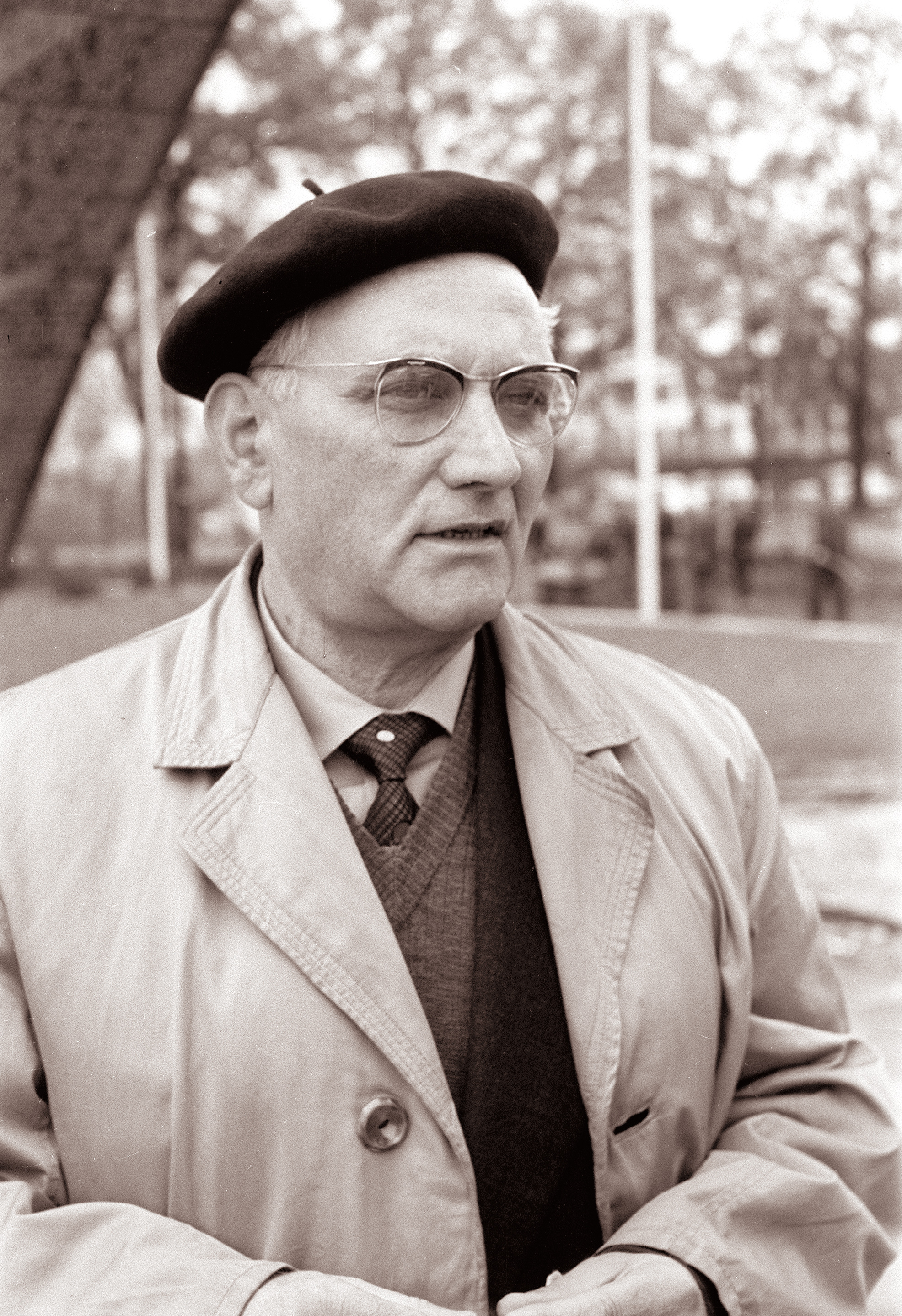
Boris Kobe
3 mei

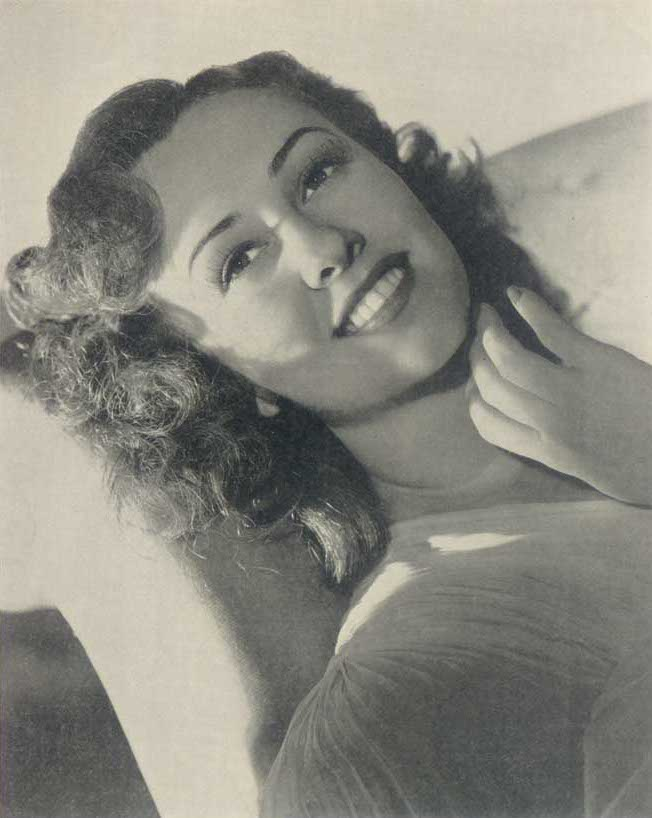
Margaret Lindsay
9 mei

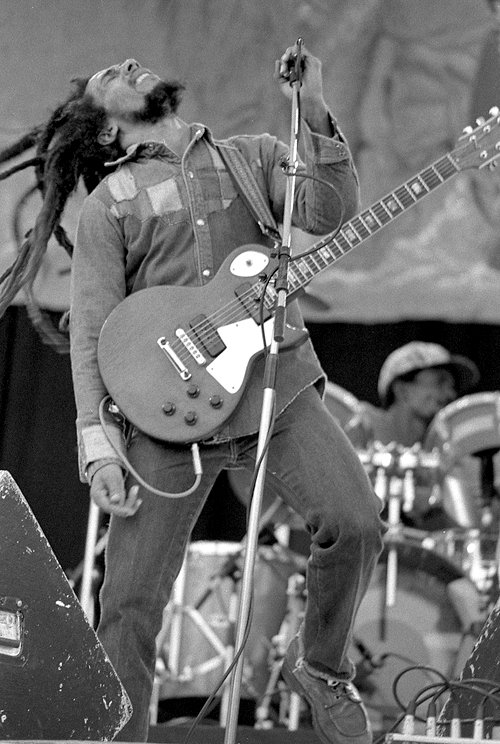
Bob Marley
11 mei

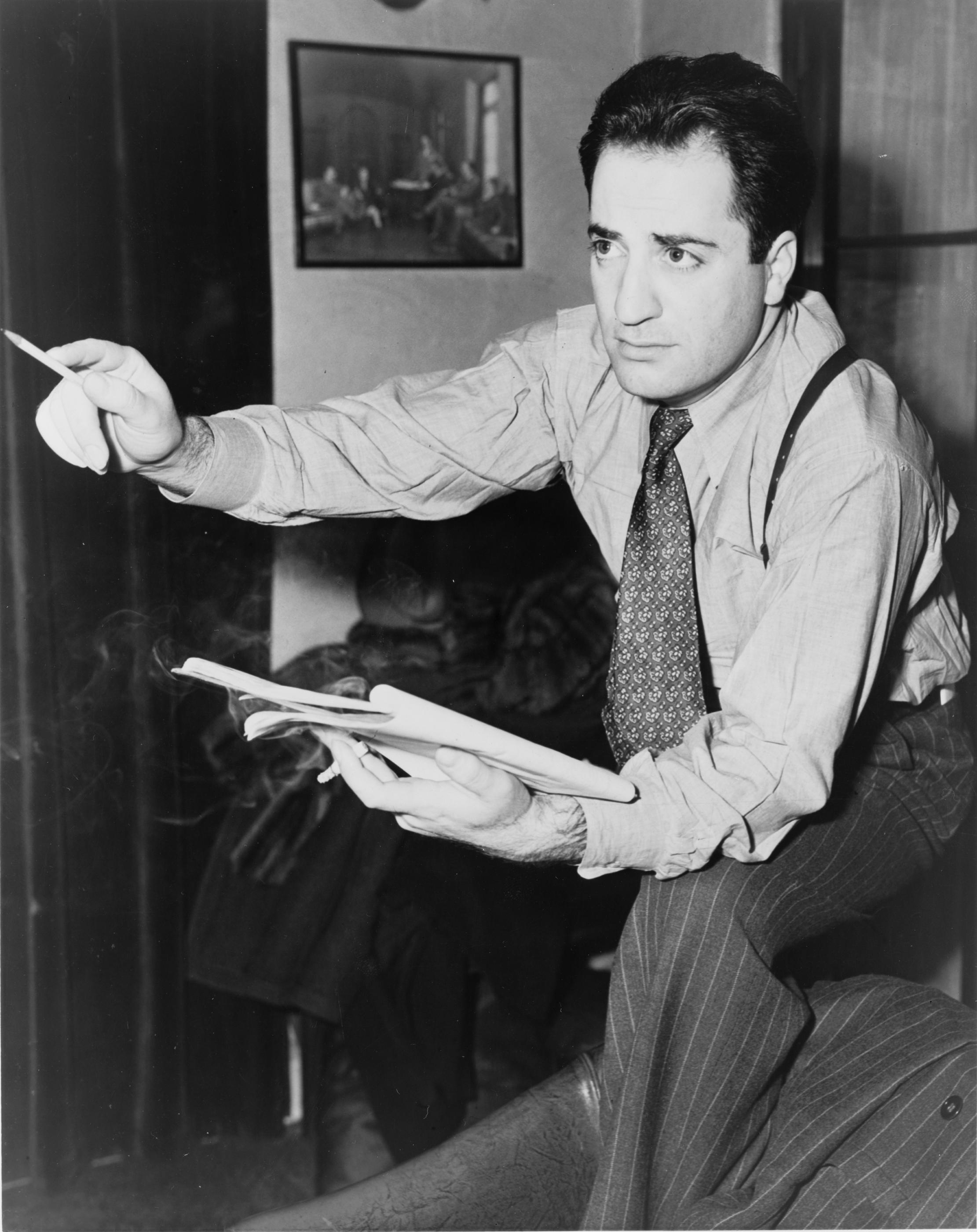
William Saroyan
18 mei

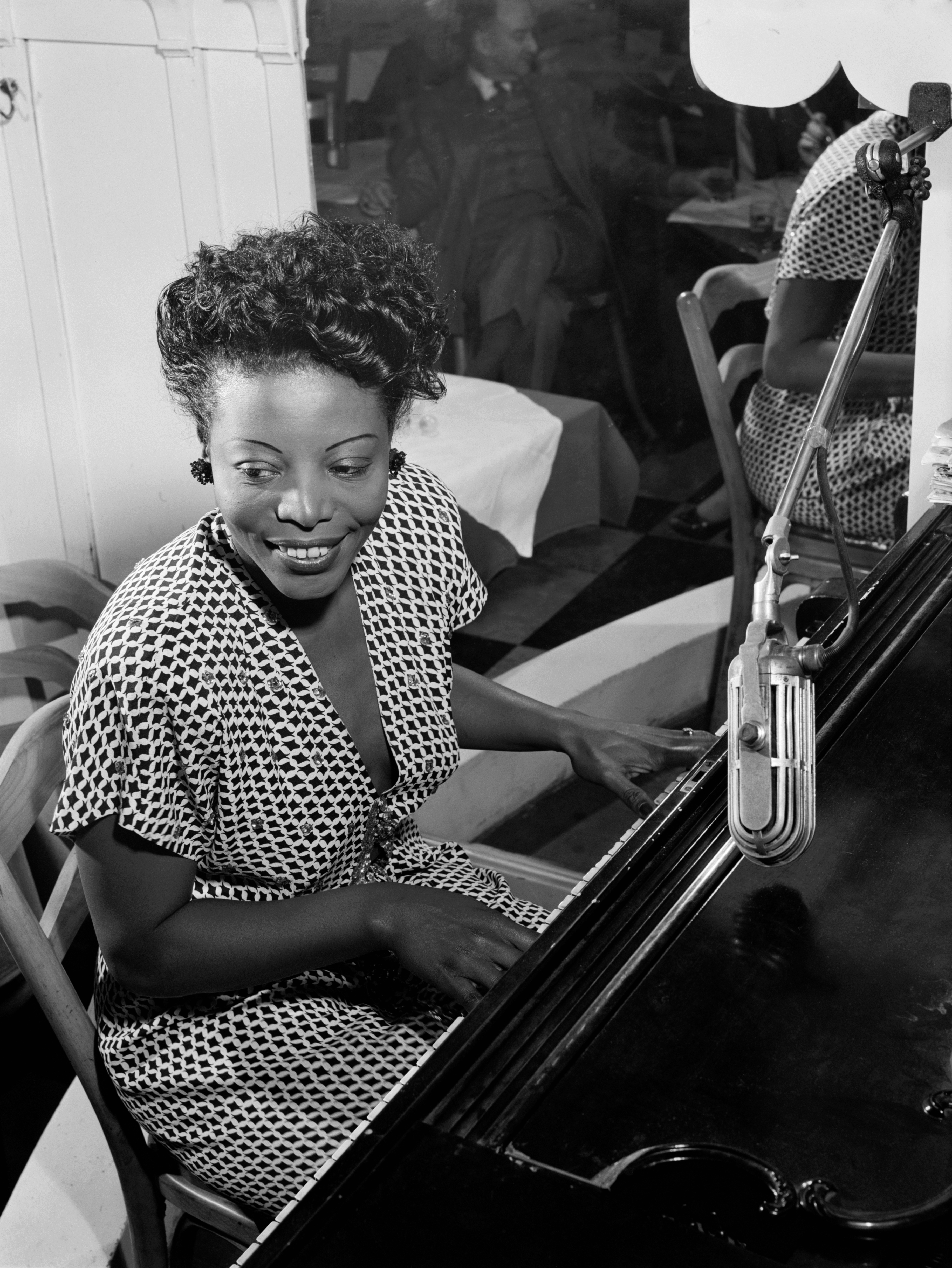
Mary Lou Williams
28 mei

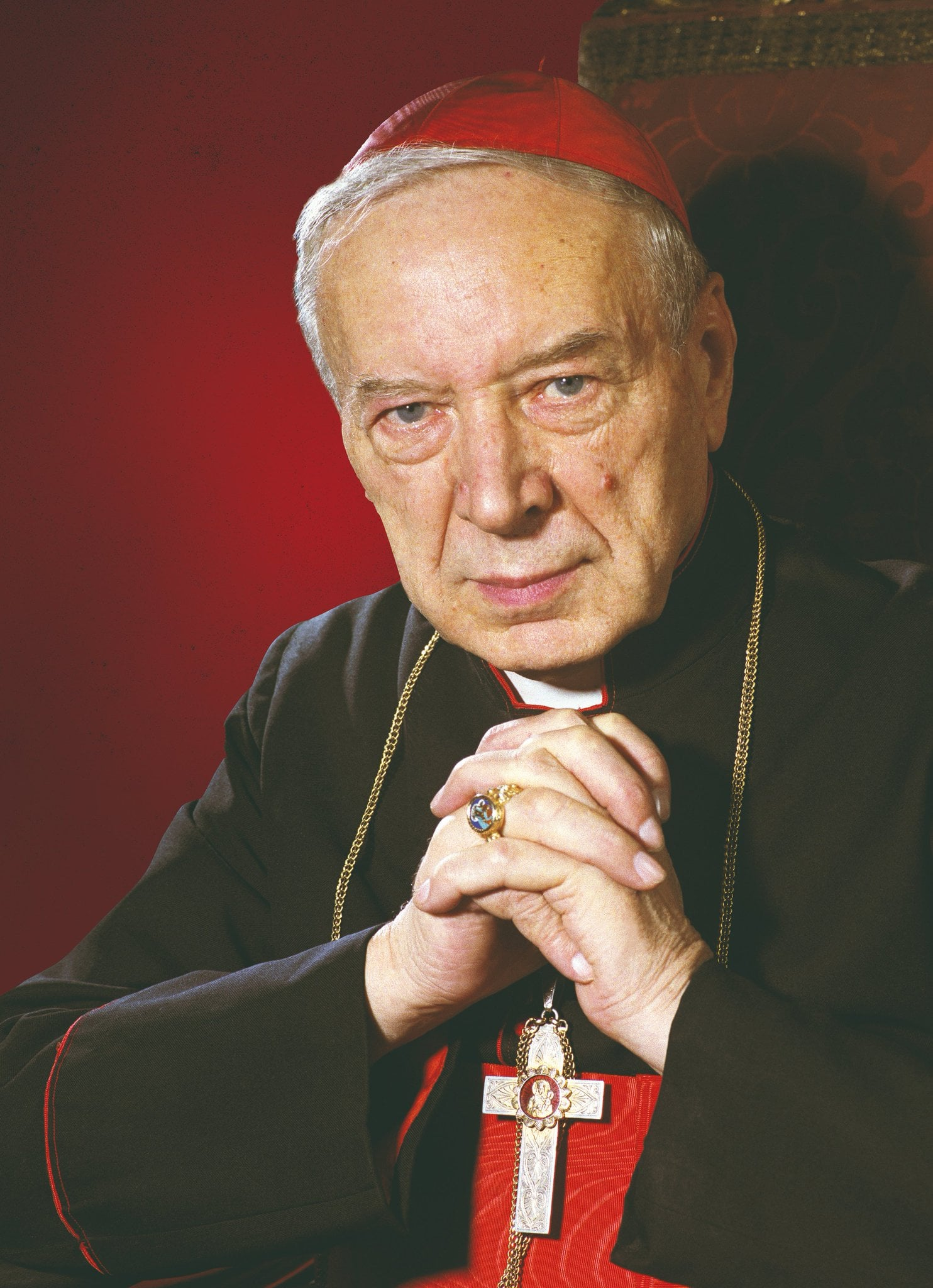
Stefan Wyszyński
28 mei

| 1 | 2 | 3 | 4 | 5 | 6 | 7 | 8 | 9 | 10 | 11 | 12 | 13 | 14 | 15 | 16 | 17 | 18 | 19 | 20 | 21 | 22 | 23 | 24 | 25 | 26 | 27 | 28 | 29 | 30 | 31 |
| - | - | - | - | - | - | - | - | - | -- | -- | -- | -- | -- | -- | -- | -- | -- | -- | -- | -- | -- | -- | -- | -- | -- | -- | -- | -- | -- | -- |

### 1 mei
- Concepción Palacios Herrera (87), Nicaraguaans arts en activist

### 2 mei
- Olle Bærtling (69), Zweeds kunstschilder en beeldhouwer
- David Wechsler (85), Amerikaans psycholoog

### 3 mei
- Boris Kobe (75), Sloveens architect en schilder

### 5 mei
- Bobby Sands (27), Iers activist

### 7 mei
- Peggy Stuart Coolidge (67), Amerikaans componiste

### 8 mei
- Raphaël Lecluyse (70), Belgisch politicus
- François Persoons (55), Belgisch politicus

### 9 mei
- Nelson Algren (72), Amerikaans schrijver
- Margaret Lindsay (70), Amerikaans actrice

### 10 mei
- Jean Bourguignon (54), Belgisch uitvinder
- Willem Hendrik Gispen (90), Nederlands ontwerper
- Nikolaj Tisjtsjenko (54), Sovjet voetballer

### 11 mei
- Odd Hassel (83), Noors fysisch-chemicus
- Bob Marley (36), Jamaicaans reggaemuzikant
- Gé Röling (76), Nederlandse kunstschilder en graficus
- Jan Stam (68), Nederlands voetballer en honkballer

### 14 mei
- Aladár Gerevich (81), Hongaars schermer
- Karl-Axel Kullerstrand (89), Zweeds atleet
- Gustaaf Sorel (76), Belgisch kunstschilder en tekenaar

### 15 mei
- Kees Heynsius (91), Nederlands kunstschilder

### 17 mei
- Alan Gowen (33), Brits toetsenist en componist

### 18 mei
- Arthur O'Connell (73), Amerikaans acteur
- Leon van Gelder (68), Nederlands pedagoog
- Daniel Gillès (64), Belgisch schrijver
- William Saroyan (72), Amerikaans schrijver

### 19 mei
- Marcel Vercammen (63), Belgisch voetballer

### 20 mei
- Janny Adema (58), Nederlands atlete

### 22 mei
- Louis Féron (77), Belgisch politicus
- Reimar Riefling (82), Noors pianist

### 23 mei
- Gabriël Smit (71), Nederlands journalist en schrijver

### 24 mei
- Herb Lubalin (63), Hongaars dichter
- Kees van Moorsel (65), Nederlands kunstenaar
- Herbert Müller (41), Zwitsers autocoureur

### 27 mei
- János Pilinszky (59), Hongaars dichter

### 28 mei
- Henry Blanke (91), Amerikaans filmproducent
- Marcel Hendrickx (60), Belgisch acteur
- Mary Lou Williams (71), Amerikaans jazzpianiste
- Stefan Wyszyński (79), Pools kardinaal

### 30 mei
- Sven Andersson (74), Zweeds voetballer
- Ziaur Rahman (45), president van Bangladesh

### 31 mei
- Otilio Arellano (65), Filipijns architect
- Giuseppe Pella (79), Italiaans staatsman

## Juni

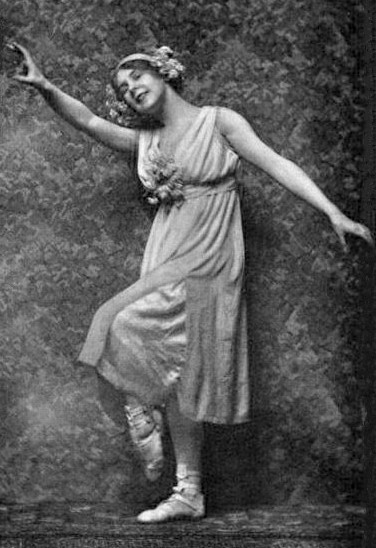
Lydia Lopokova
8 juni

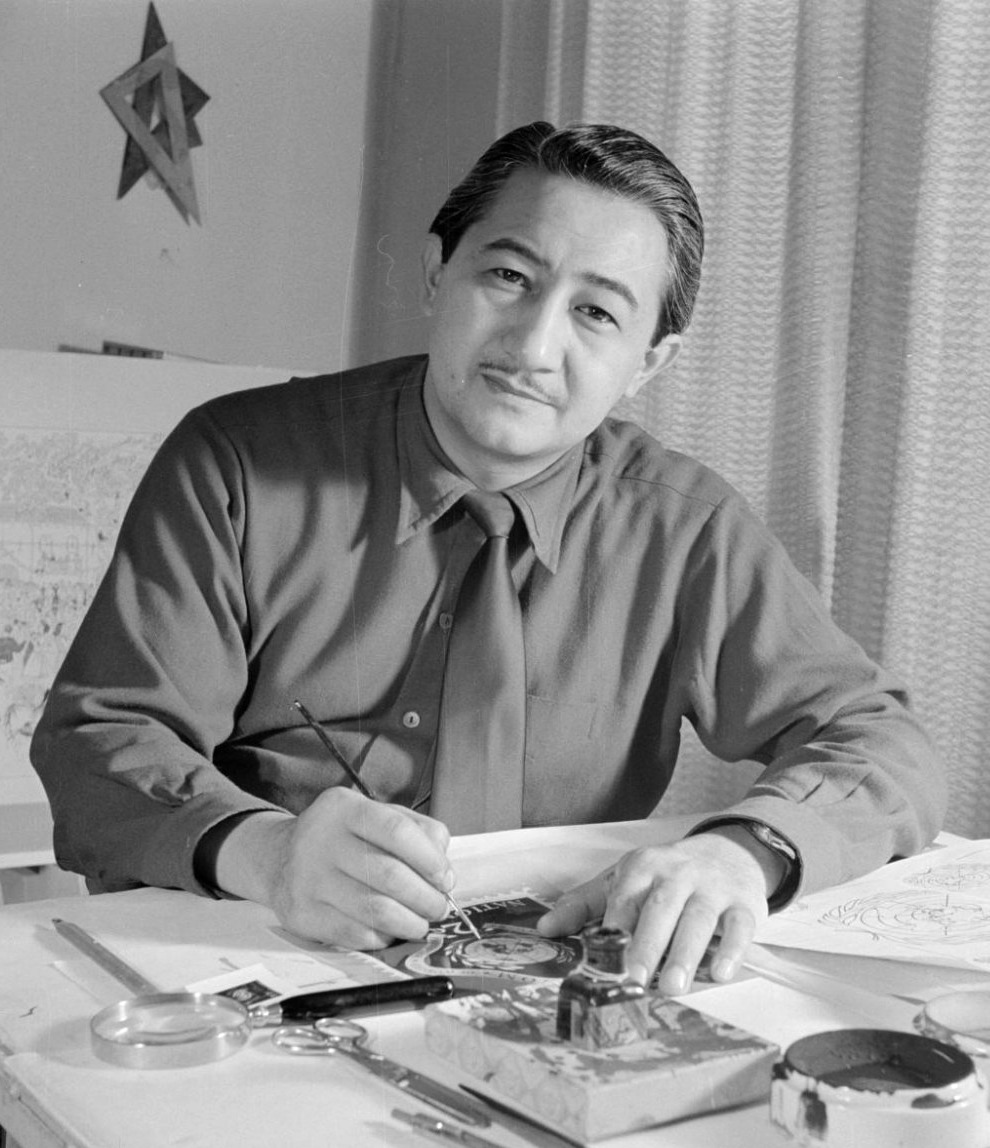
Eppo Doeve
11 juni

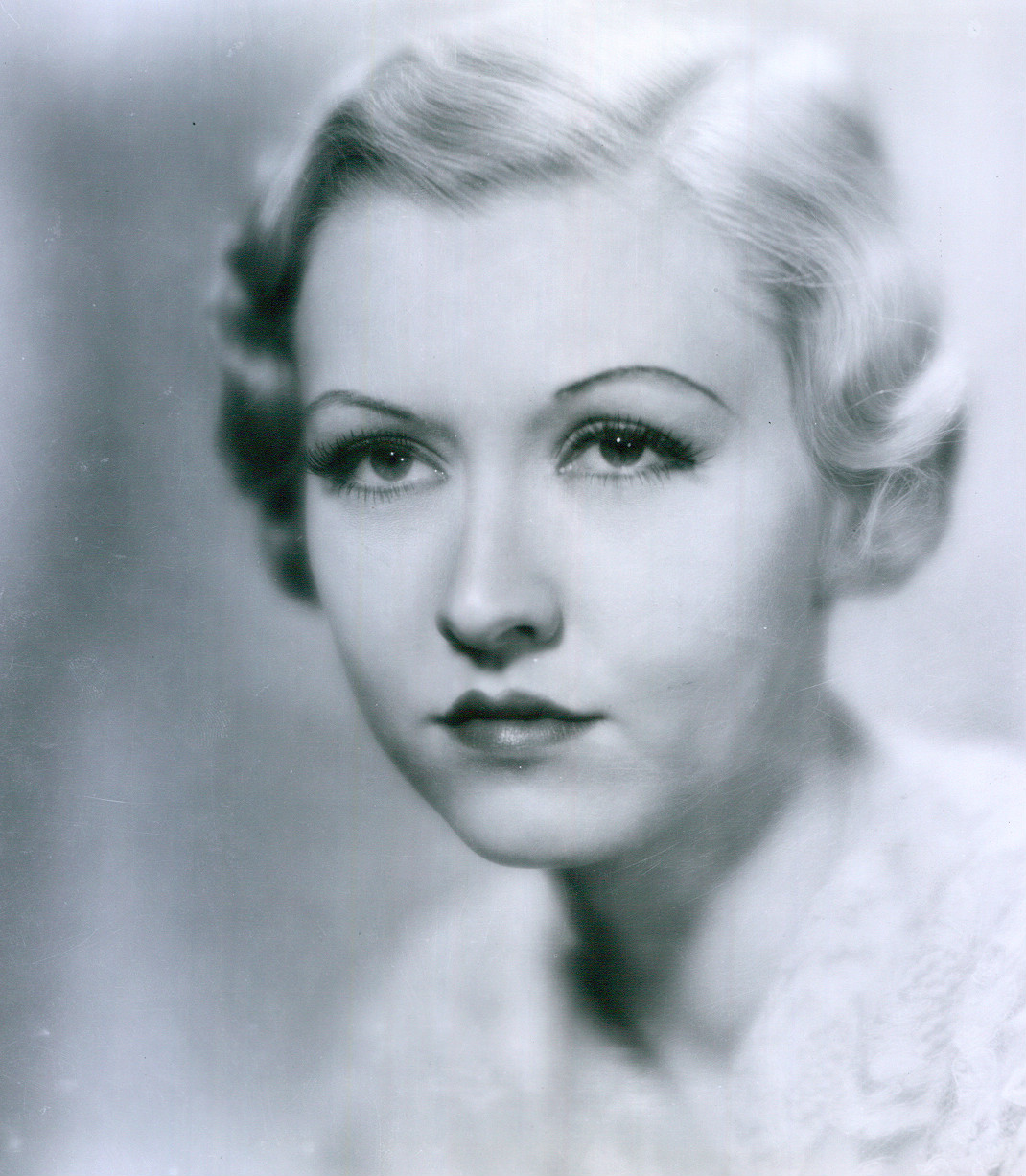
Evalyn Knapp
12 juni

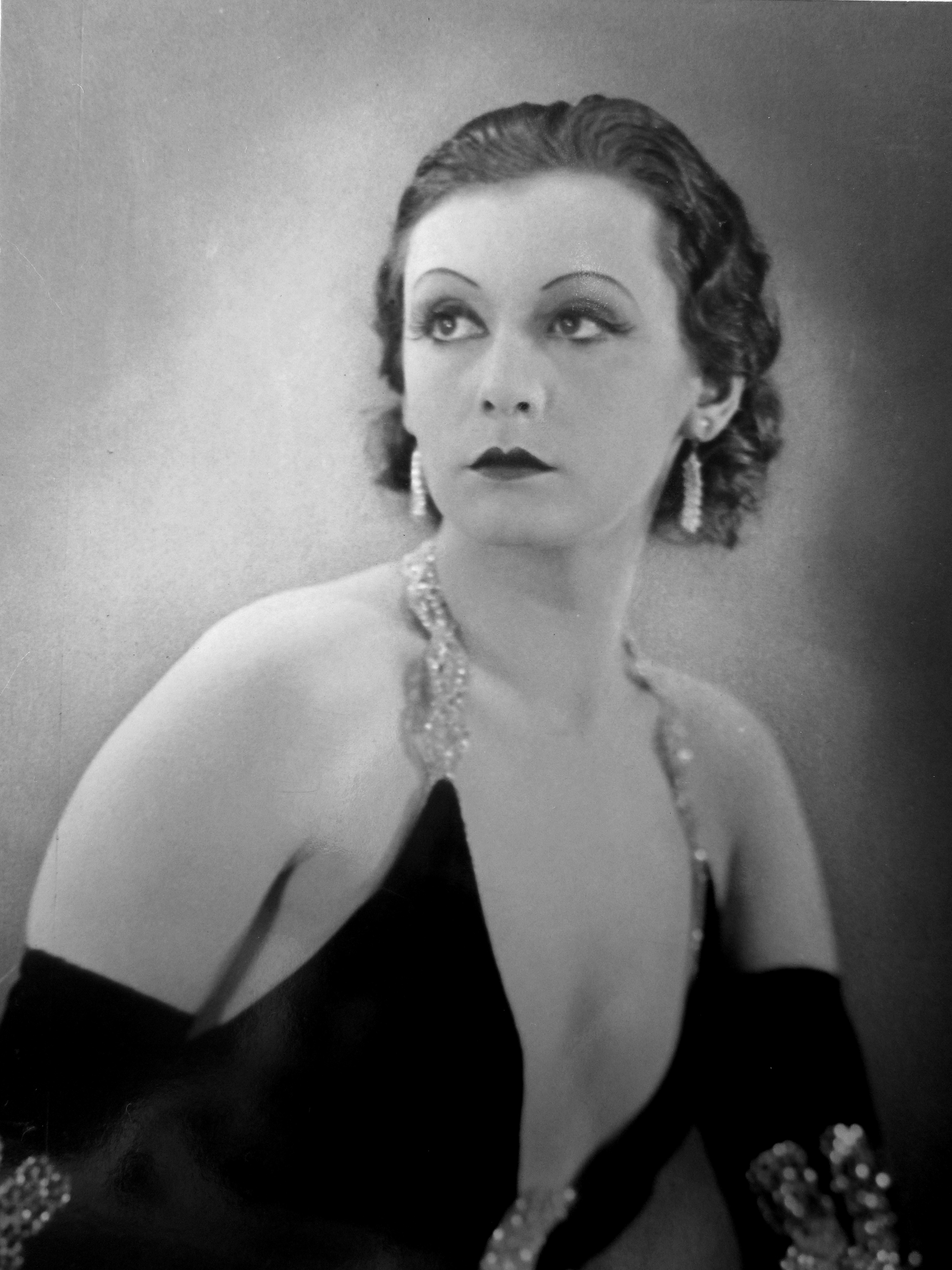
Zarah Leander
23 juni

| 1 | 2 | 3 | 4 | 5 | 6 | 7 | 8 | 9 | 10 | 11 | 12 | 13 | 14 | 15 | 16 | 17 | 18 | 19 | 20 | 21 | 22 | 23 | 24 | 25 | 26 | 27 | 28 | 29 | 30 |
| - | - | - | - | - | - | - | - | - | -- | -- | -- | -- | -- | -- | -- | -- | -- | -- | -- | -- | -- | -- | -- | -- | -- | -- | -- | -- | -- |

### 5 juni
- Gerrit van Hofwegen (61), Nederlands burgemeester
- Philo McCullough (88), Amerikaans acteur

### 7 juni
- Jan Burgers (86), Nederlands natuurkundige
- Joseph Wright (75), Canadees roeier

### 8 juni
- Bas Galis (90), Nederlands beeldhouwer
- Lydia Lopokova (88), Russisch ballerina

### 9 juni
- Albert Biesbrouck (64), Belgisch burgemeester

### 10 juni
- Arnold Molenaar (76), Nederlands tekenaar

### 11 juni
- Eppo Doeve (73), Nederlands kunstschilder

### 12 juni
- Evalyn Knapp (74), Amerikaans actrice
- Milorad Petrović (99), Joegoslavisch militair leider

### 13 juni
- Joan Benham (63), Brits actrice
- Jean-Louis Lafosse (40), Frans autocoureur

### 15 juni
- Guy Roels (60), Belgisch kunstschilder

### 16 juni
- Cor Lemaire (73), Nederlands pianist, dirigent en componist

### 17 juni
- Richard O'Connor (91), Brits militair leider

### 18 juni
- Antoine Allard (73), Belgisch kunstenaar en activist

### 21 juni
- Johan Fabricius (81), Nederlands schrijver, illustrator en journalist
- Alberto Suppici (82), Uruguayaans voetballer en trainer

### 23 juni
- Zarah Leander (74), Zweeds zangeres

### 25 juni
- Els van Rooden (40), Nederlands actrice

### 26 juni
- Werner Teske (39), Oost-Duits spion

### 28 juni
- Edward Anseele jr. (78), Belgisch politicus
- Terry Fox (22), Canadees activist
- Carel Piek (76), Nederlands collaborateur

### 29 juni
- Jan De Cuyper (84), Belgisch priester en historicus
- Ivar Vičs (30), Nederlands graffitikunstenaar

## Juli

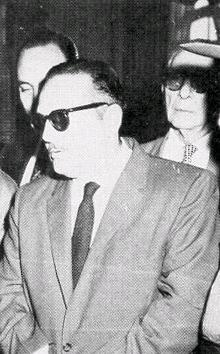
Manuel Urrutia Lleó
5 juli

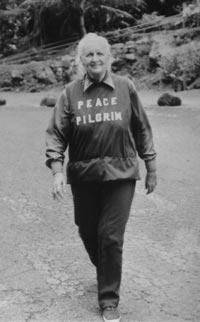
Peace Pilgrim
7 juli

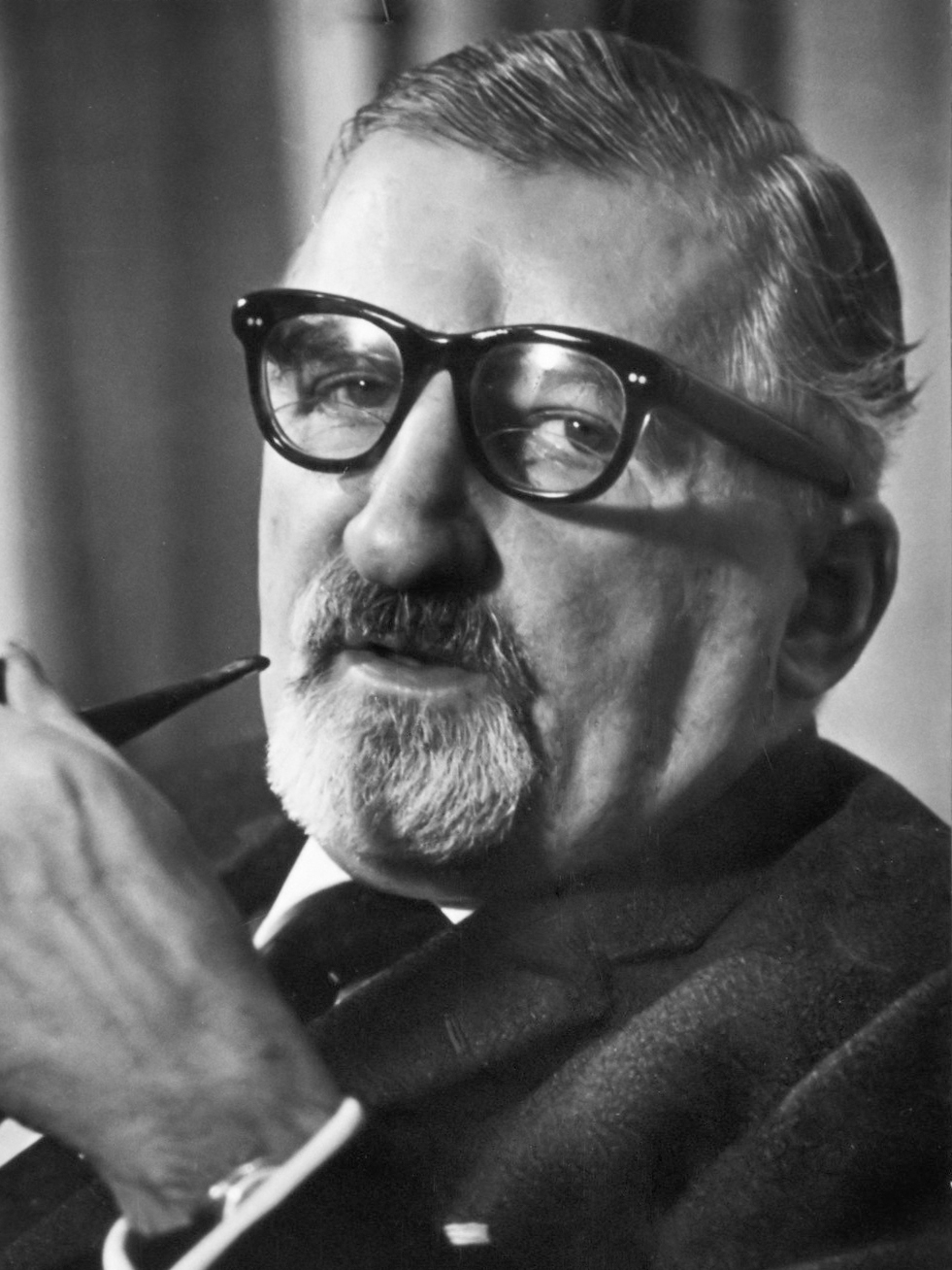
Wilhelm Tenhaeff
9 juli

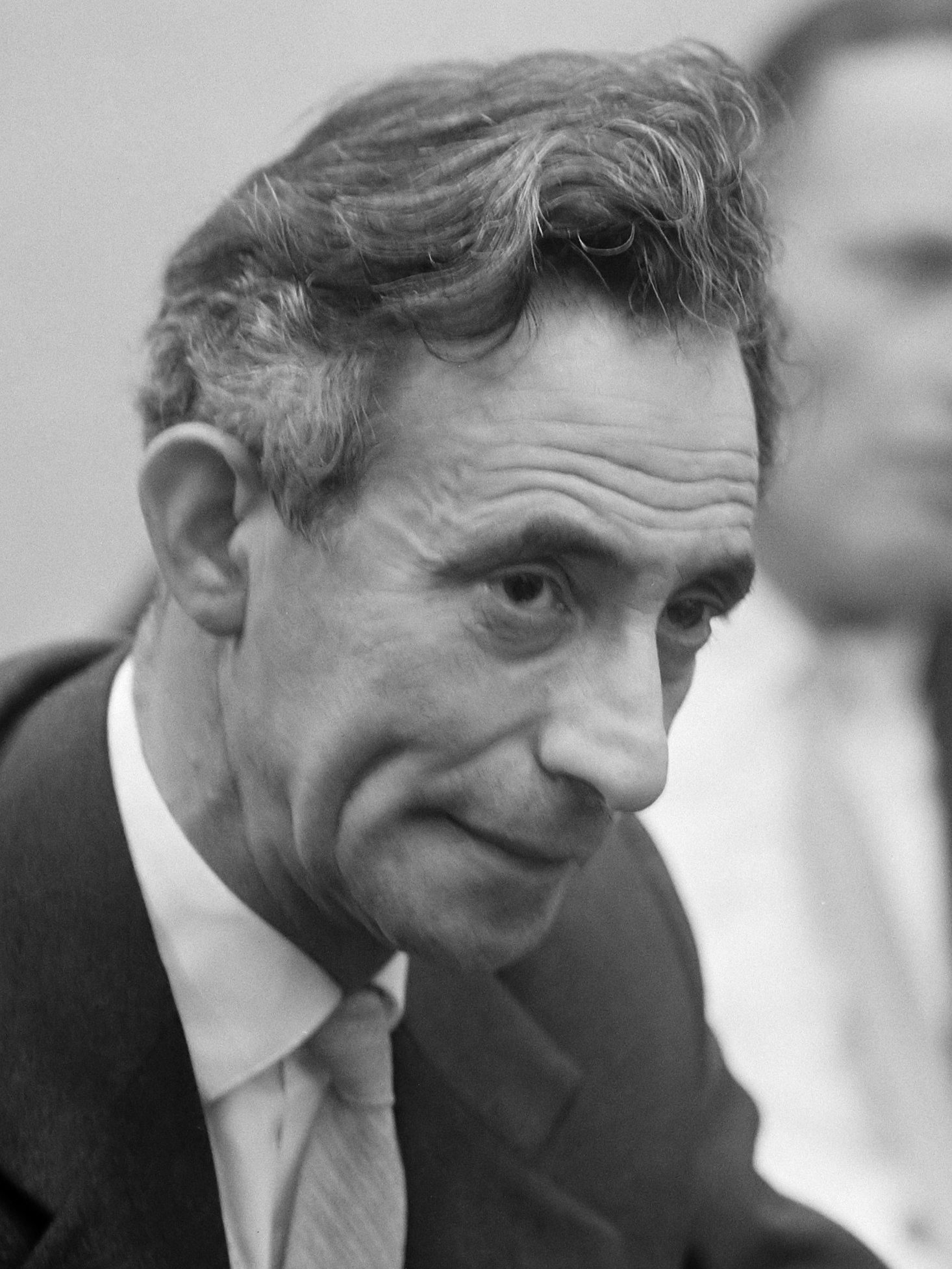
Ben Sijes
12 juli

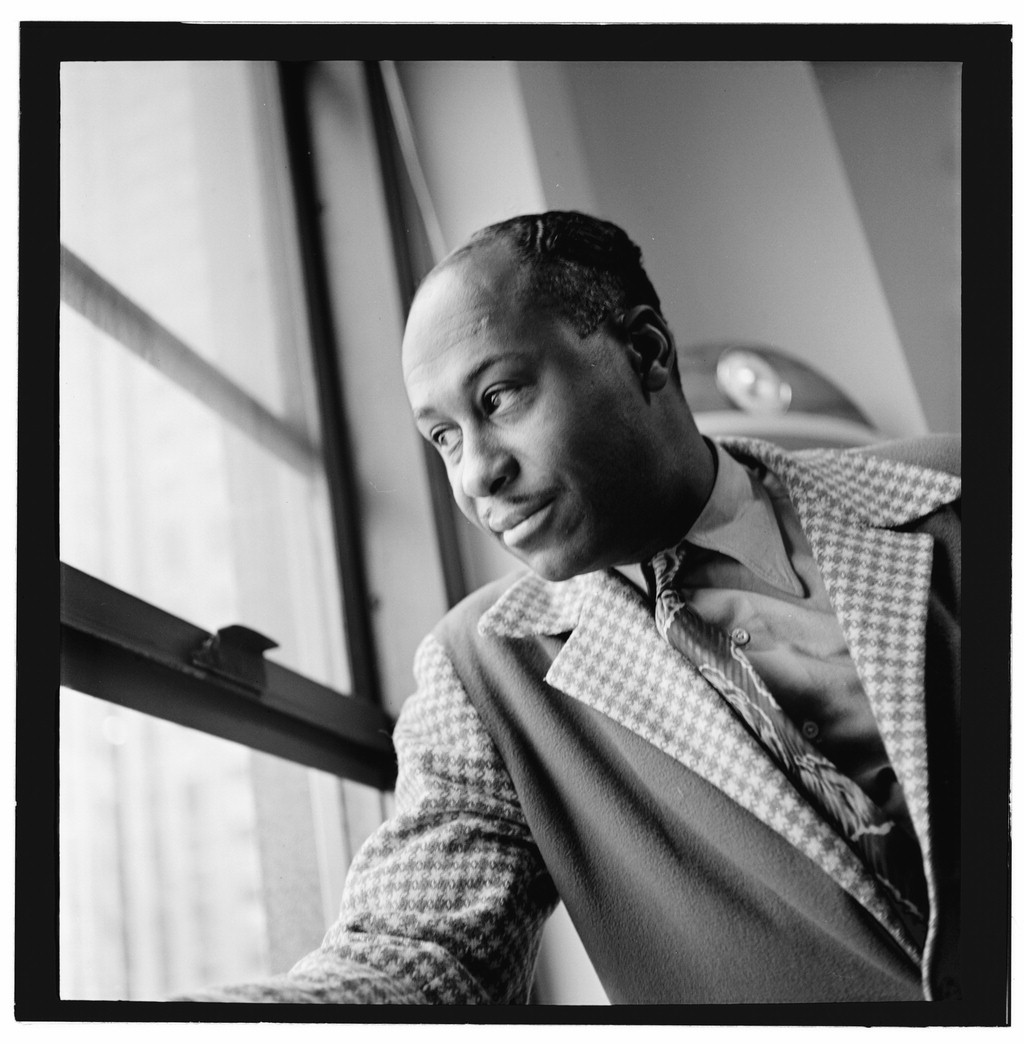
Snub Mosley
21 juli

| 1 | 2 | 3 | 4 | 5 | 6 | 7 | 8 | 9 | 10 | 11 | 12 | 13 | 14 | 15 | 16 | 17 | 18 | 19 | 20 | 21 | 22 | 23 | 24 | 25 | 26 | 27 | 28 | 29 | 30 | 31 |
| - | - | - | - | - | - | - | - | - | -- | -- | -- | -- | -- | -- | -- | -- | -- | -- | -- | -- | -- | -- | -- | -- | -- | -- | -- | -- | -- | -- |

### 1 juli
- Marcel Breuer (79), Hongaars-Amerikaans architect en meubelontwerper

### 2 juli
- Paul Schmiedlin (84), Zwitsers voetballer

### 4 juli
- Michael Kohl (51), Oost-Duits diplomaat

### 5 juli
- Thomas Fonacier (82), Filipijns historicus en onderwijsbestuurder
- Manuel Urrutia Lleó (79), president van Cuba

### 7 juli
- Peace Pilgrim (72), Amerikaans activiste

### 8 juli
- Frans Albers Pistorius (67), Nederlands burgemeester
- Gerhard Bohne (79), Duits oorlogsmisdadiger
- Joe McDonnell (29), Iers activist

### 9 juli
- Oscar van Hemel (88), Belgisch-Nederlands componist
- Wilhelm Tenhaeff (87), Nederlands parapsycholoog

### 11 juli
- Mike Burch (74), Amerikaans autocoureur
- Joop Portengen (65), Nederlands liedschrijver
- Engelien Reitsma-Valença (92), Nederlands kunstenares

### 12 juli
- Ben Sijes (73), Nederlands historicus

### 13 juli
- Jan Herberts (82), Nederlands voetballer en voetbalbestuurder

### 16 juli
- Sies Foletta (69), Nederlands acteur
- Nívio (53), Braziliaans voetballer

### 18 juli
- Janet Craxton (52), Brits hoboïste

### 21 juli
- Snub Mosley (75), Amerikaans jazzmusicus

### 22 juli
- Eugeen De Bock (92), Belgisch schrijver en uitgever

### 23 juli
- Harvey Fletcher (96), Amerikaans natuurkundige

### 25 juli
- Gerardo de Leon (67), Filipijns filmregisseur

### 26 juli
- Marina Schapers (43), Nederlands actrice

### 27 juli
- William Wyler (79), Duits-Amerikaans regisseur

### 30 juli
- Gerrit van de Ruit (69), Nederlands wielrenner
- Emiel Thiers (91), Belgisch advocaat en activist
- Bud Tingelstad (53), Amerikaans autocoureur

### 31 juli
- Paul Auguste Cyrille de Launoit (89), Belgisch ondernemer

## Augustus

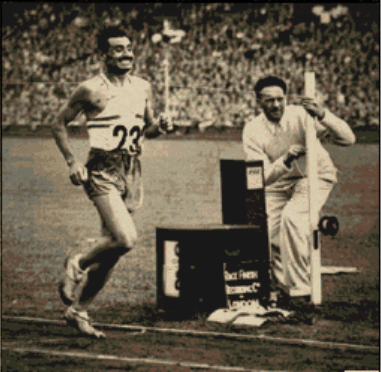
Delfo Cabrera
2 augustus

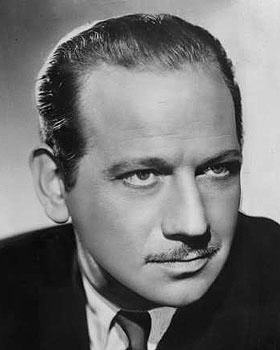
Melvyn Douglas
4 augustus

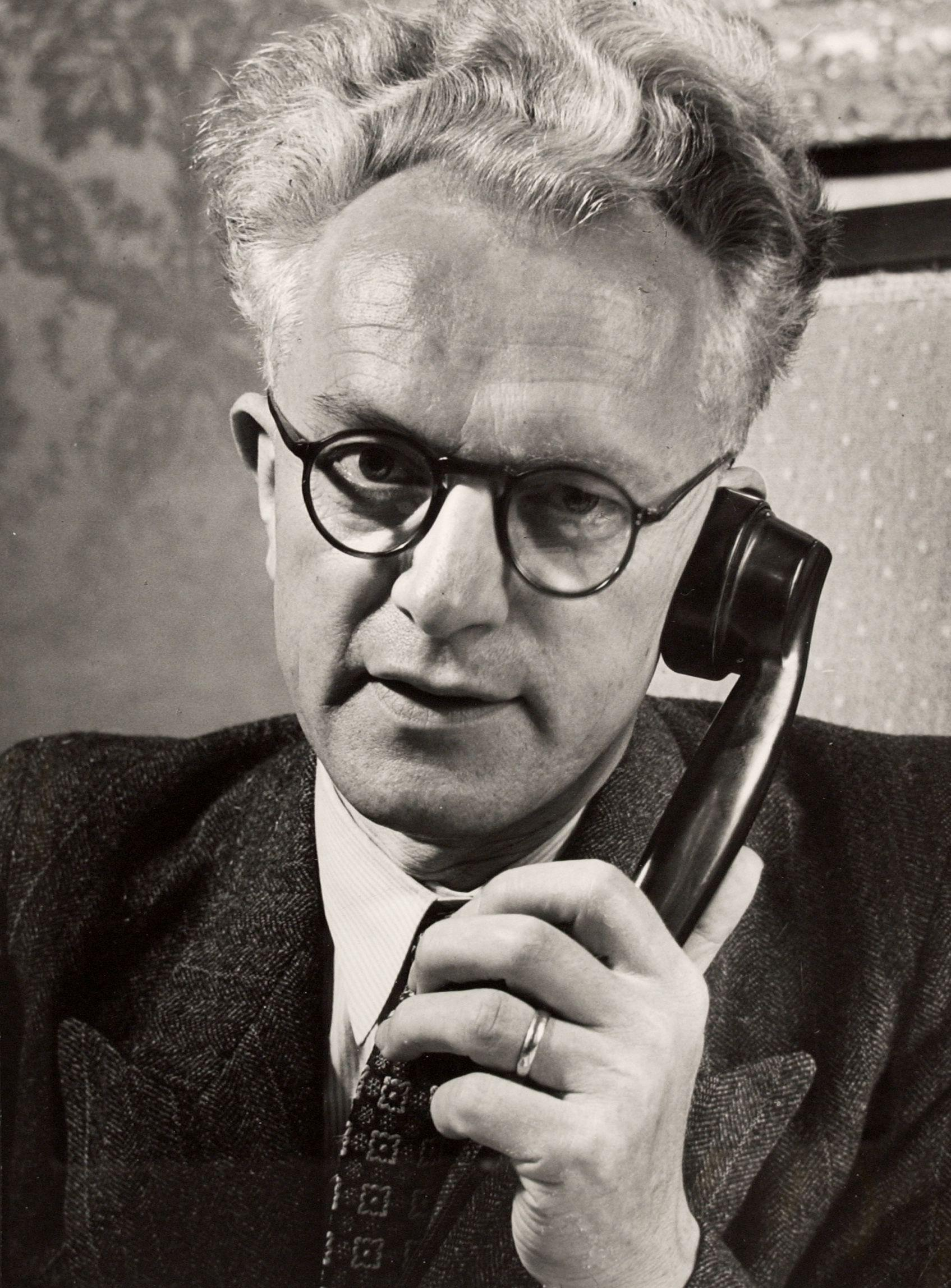
Jos Gielen
6 augustus

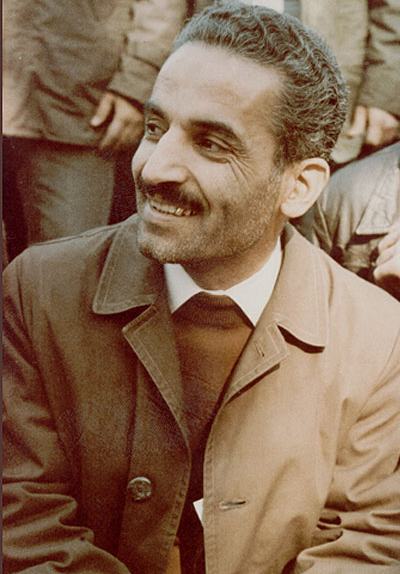
Mohammad Ali Rajai
30 augustus

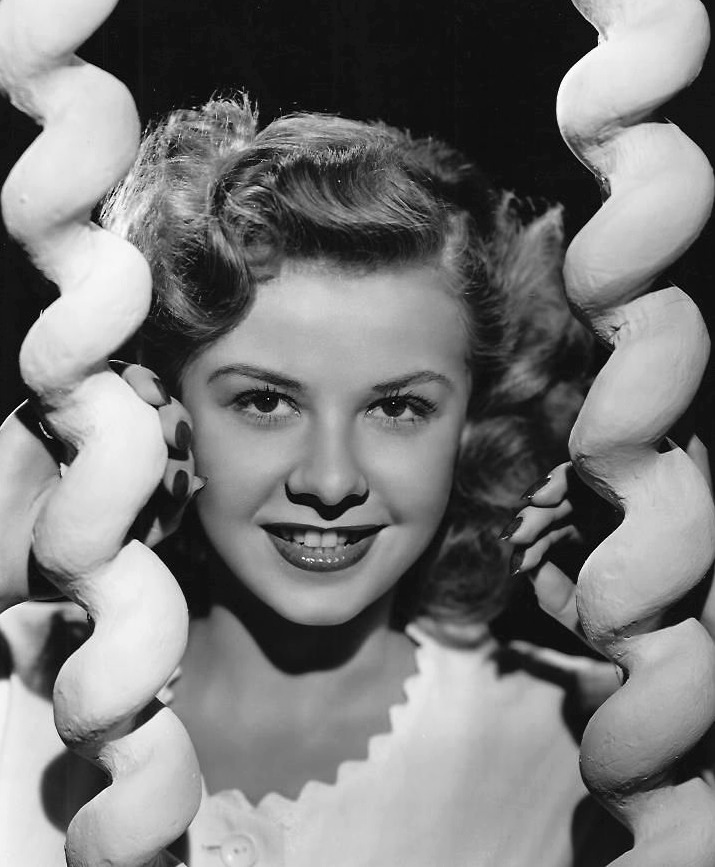
Vera-Ellen
30 augustus

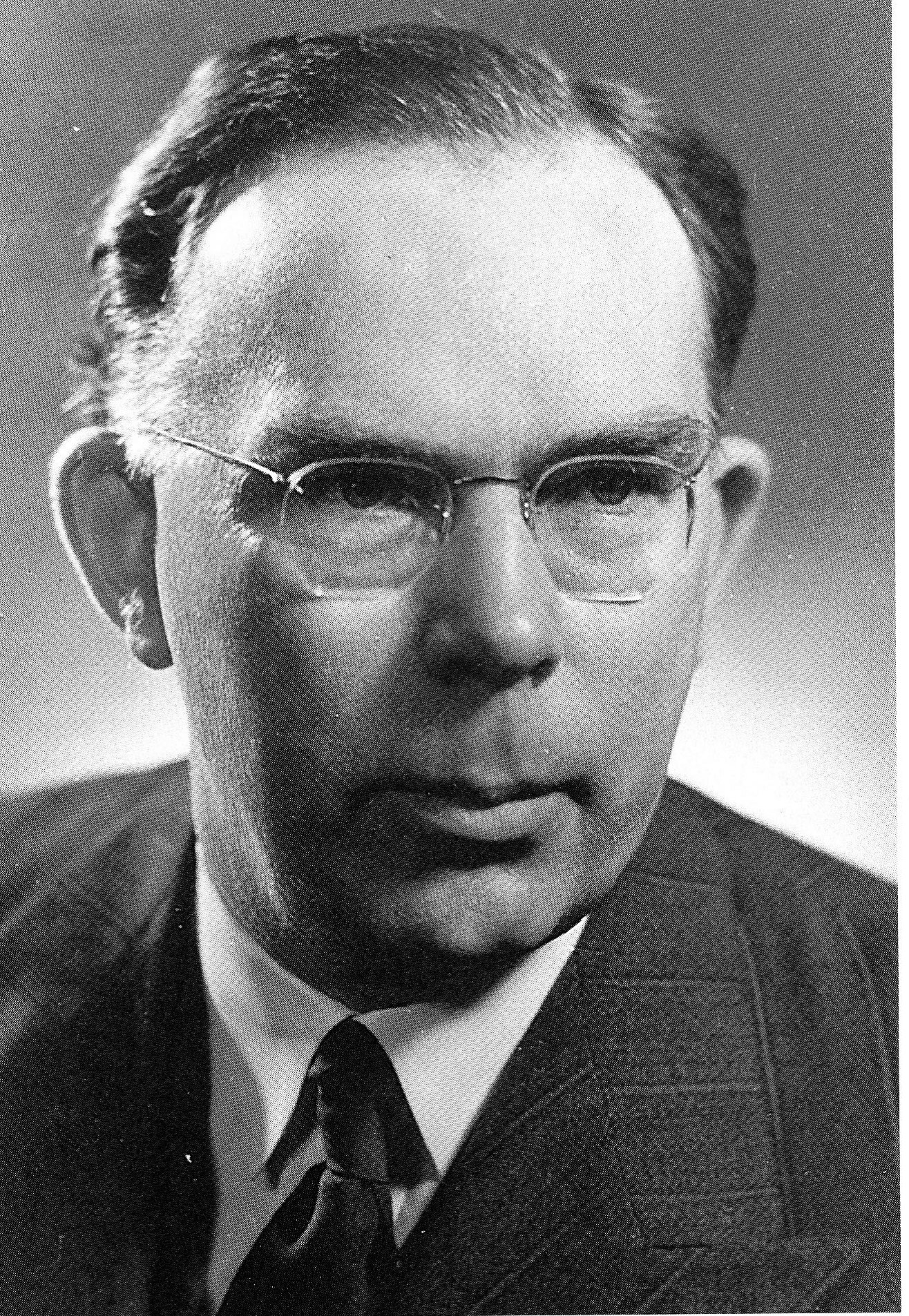
Ralston Paterson
31 augustus

| 1 | 2 | 3 | 4 | 5 | 6 | 7 | 8 | 9 | 10 | 11 | 12 | 13 | 14 | 15 | 16 | 17 | 18 | 19 | 20 | 21 | 22 | 23 | 24 | 25 | 26 | 27 | 28 | 29 | 30 | 31 |
| - | - | - | - | - | - | - | - | - | -- | -- | -- | -- | -- | -- | -- | -- | -- | -- | -- | -- | -- | -- | -- | -- | -- | -- | -- | -- | -- | -- |

### 1 augustus
- Johannes Engelfriet (73), Nederlands wiskundige
- Omar Torrijos (52), Panamees militair leider

### 2 augustus
- Delfo Cabrera (62), Argentijns atleet

### 4 augustus
- Melvyn Douglas (79), Amerikaans acteur

### 5 augustus
- Jerzy Neyman (87), Pools wiskundige
- Ton Smits (60), Nederlands striptekenaar

### 6 augustus
- Jos Gielen (82), Nederlands politicus en letterkundige

### 8 augustus
- Jan van Diepenbeek (78), Nederlands voetballer
- Jan van der Made (71), Nederlands schrijver en collaborateur

### 12 augustus
- Jeanette ten Broecke Hoekstra (79), Nederlands politica

### 13 augustus
- José María Minella (72), Argentijns voetballer

### 14 augustus
- Karl Böhm (86), Oostenrijks dirigent
- Dick van Luijn (84), Nederlands kunstenaar

### 15 augustus
- Karl Gero van Urach (82), lid Duitse adel
- Humphrey Waldock (77), Brits rechter

### 18 augustus
- Robert Russell Bennett (87), Amerikaans componist
- Anita Loos (92), Amerikaans schrijfster

### 19 augustus
- Jac. van Hattum (81), Nederlands schrijver

### 22 augustus
- Vicente Manansala (71), Filipijns kunstschilder
- Glauber Rocha (42), Braziliaans regisseur

### 25 augustus
- Joris Verhaegen (60), Belgisch politicus

### 26 augustus
- Olivier Allard (71), Belgisch ondernemer

### 27 augustus
- Severinus Desiré Emanuels (71), Nederlands koloniaal politicus
- Max van Pelt (65), Nederlands politicus
- Adrianus Johannes Zwart (77), Nederlands kunstschilder

### 28 augustus
- Paul Anspach (99), Belgisch schermer
- Béla Guttmann (81), Hongaars voetballer en voetbaltrainer

### 29 augustus
- Joseph Givard (58), Belgisch voetballer
- Lowell Thomas (89), Amerikaans schrijver, journalist en filmregisseur

### 30 augustus
- Mohammad Ali Rajai (48), president van Iran
- Joannes Seghers (79), Belgisch vakbondsbestuurder
- François Seydoux de Clausonne (76), Frans diplomaat
- Vera-Ellen (60), Amerikaans actrice en danseres

### 31 augustus
- Ralston Paterson (84), Brits radiotherapeut

## September

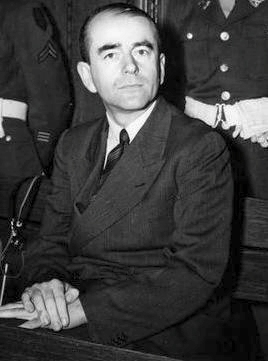
Albert Speer
1 september

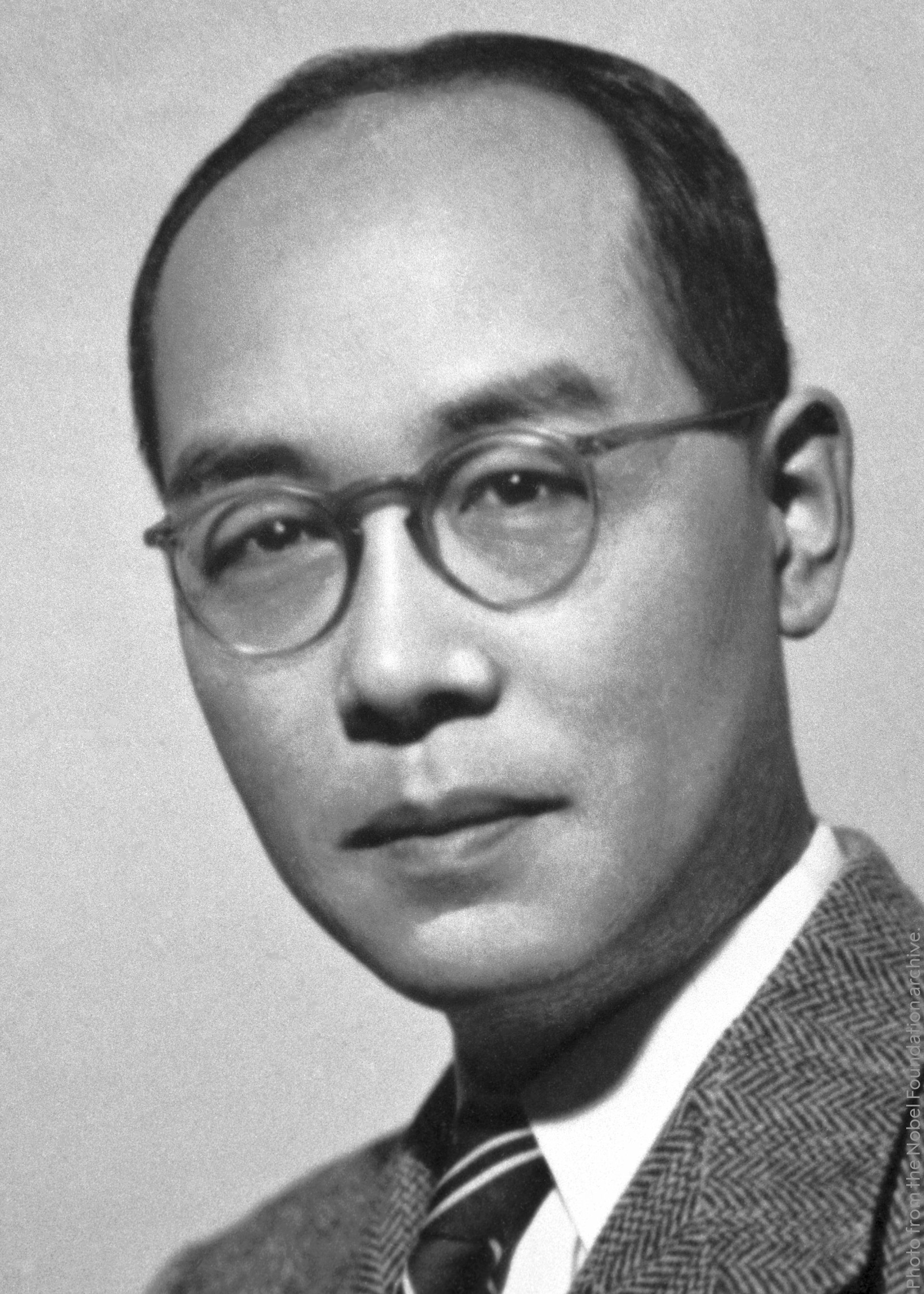
Hideki Yukawa
8 september

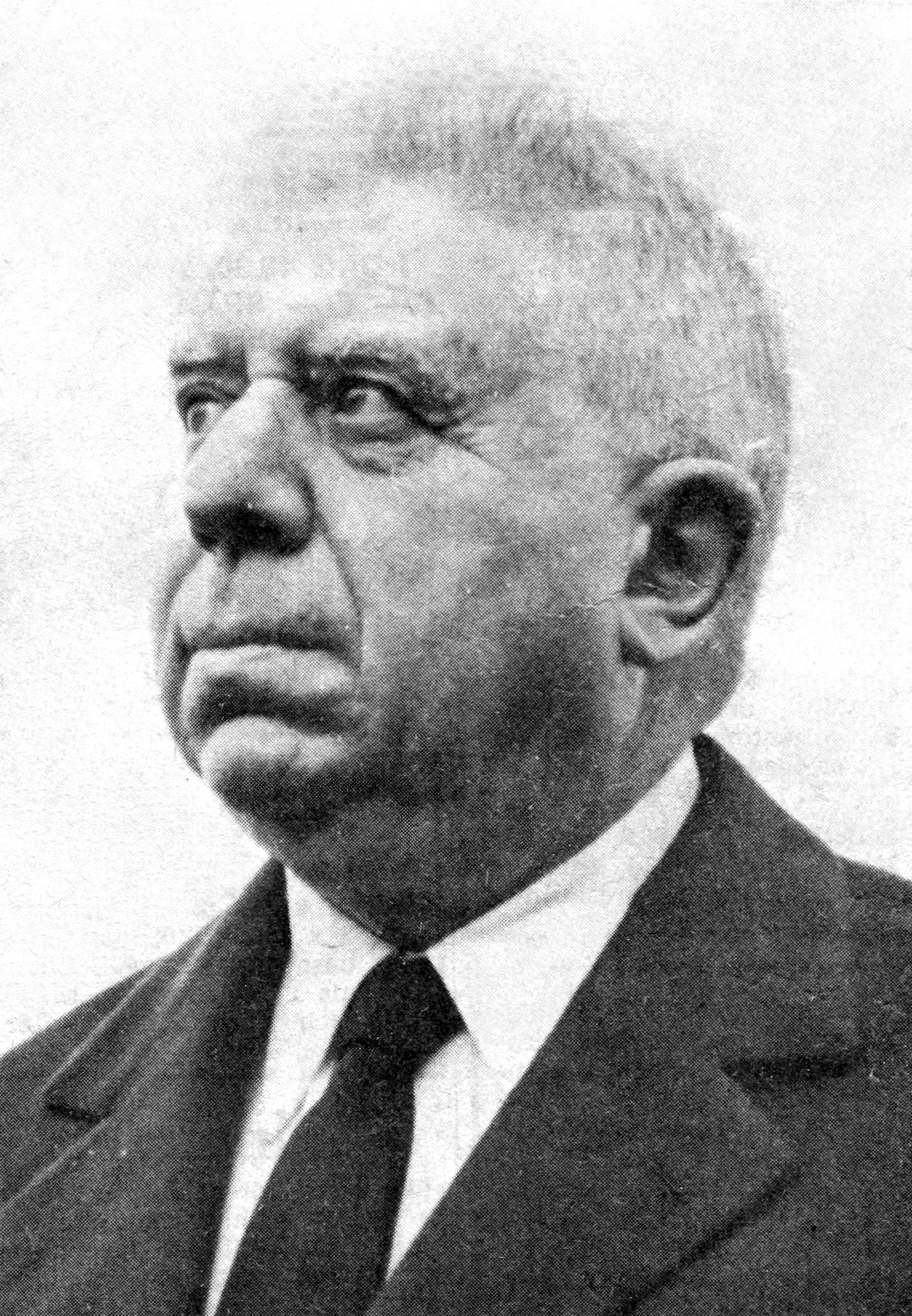
Eugenio Montale
12 september

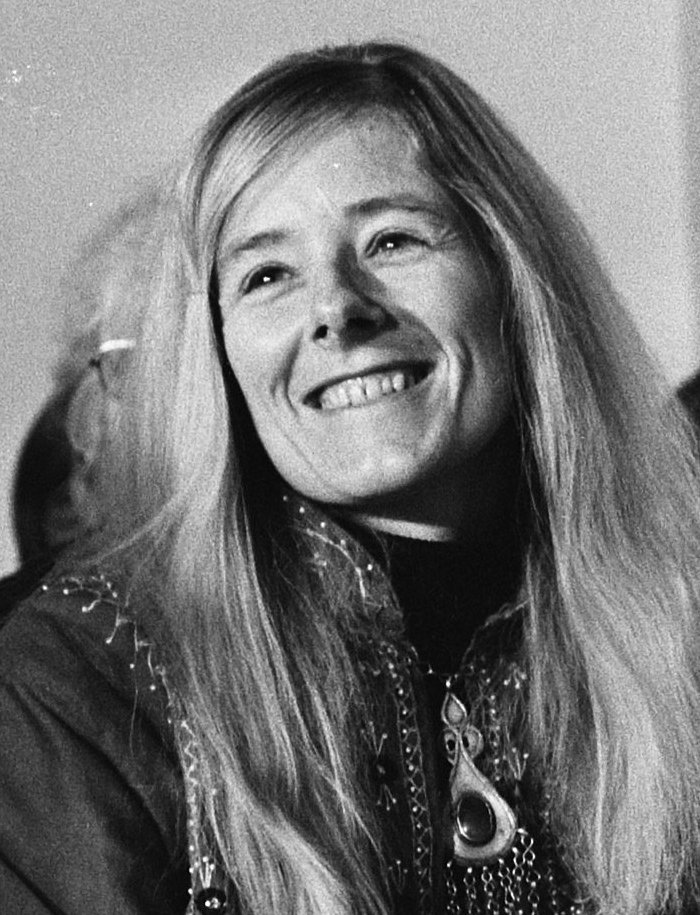
Joke Smit
19 september

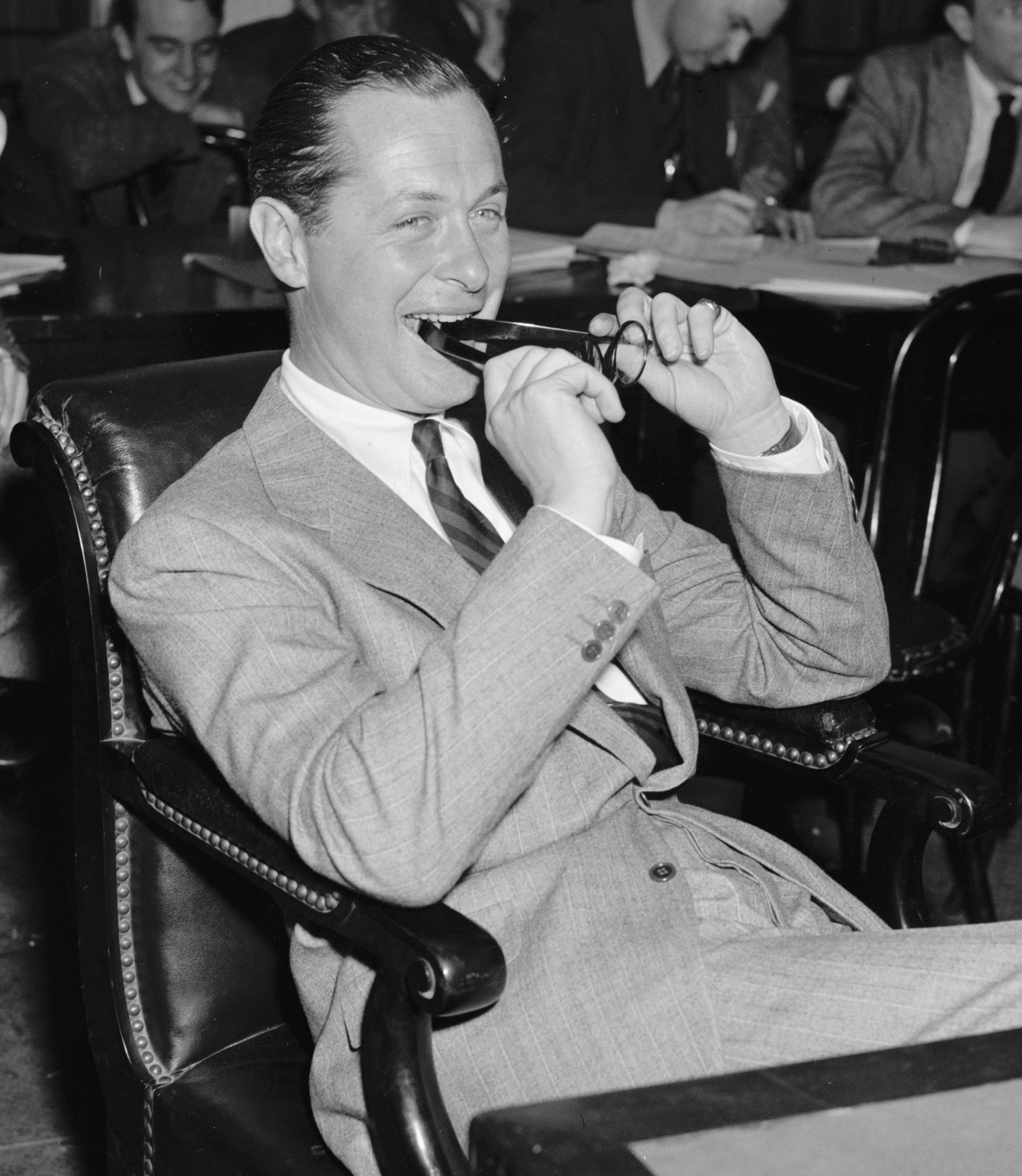
Robert Montgomery
27 september

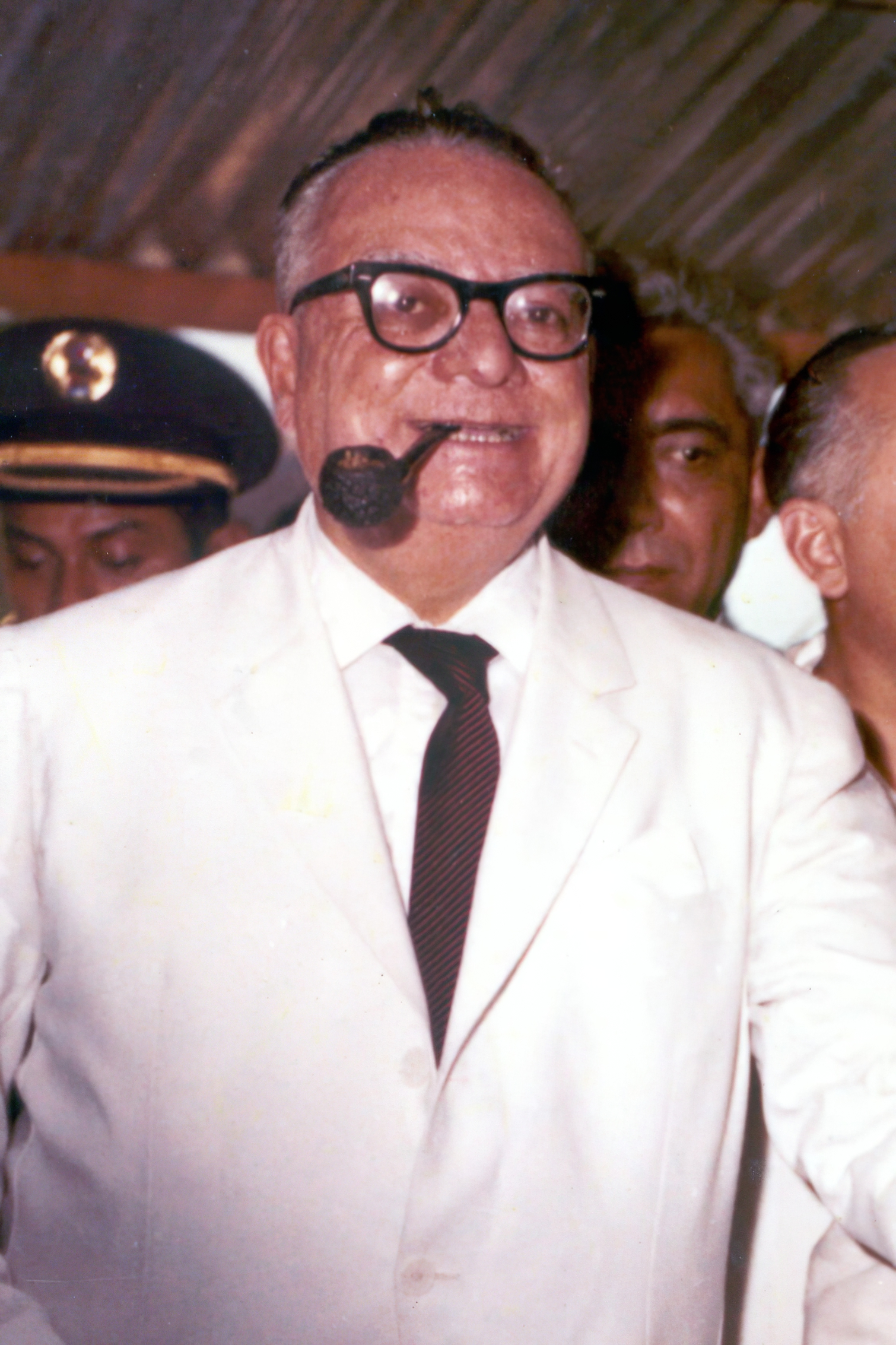
Rómulo Betancourt
28 september

| 1 | 2 | 3 | 4 | 5 | 6 | 7 | 8 | 9 | 10 | 11 | 12 | 13 | 14 | 15 | 16 | 17 | 18 | 19 | 20 | 21 | 22 | 23 | 24 | 25 | 26 | 27 | 28 | 29 | 30 |
| - | - | - | - | - | - | - | - | - | -- | -- | -- | -- | -- | -- | -- | -- | -- | -- | -- | -- | -- | -- | -- | -- | -- | -- | -- | -- | -- |

### 1 september
- Albert Speer (76), Duits politicus en rijksarchitect

### 2 september
- Tadeusz Baird (53), Pools componist

### 3 september
- Frans Block (78), Belgisch politicus
- Rensis Likert (78), Amerikaans socioloog en psycholoog

### 4 september
- Antonín Zváček (74), Tsjechisch componist

### 7 september
- Christy Brown (49), Iers schrijver
- Jaak Henckens (48), Belgisch politicus

### 8 september
- Nisargadatta Maharaj (84), Indiaas geestelijke
- Carlo Alberto Pizzini (76), Italiaans componist
- Hideki Yukawa (74), Japans natuurkundige

### 9 september
- Ricardo Balbín (77), Argentijns politicus
- Helen Humes (68), Amerikaans jazz- en blueszangeres
- Jacques Lacan (80), Frans psychoanalyticus

### 10 september
- Reinier Cornelis Keller (75) Nederlands dammer

### 12 september
- Eugenio Montale (84), Italiaans dichter

### 13 september
- Yvonne De Man (86), Belgisch schrijfster

### 15 september
- Harold Bennett (81), Brits acteur
- Chick Bullock (82), Amerikaans jazzzanger
- Rafael Méndez (75), Mexicaans componist

### 17 september
- Paul Declerck (58), Belgisch geestelijke

### 19 september
- Joke Smit (48), Nederlands feministe en publiciste

### 21 september
- Carlo Bandirola (65), Italiaans motorcoureur
- Richard Henry Dewing (90), Brits militair leider

### 23 september
- Dan George (82), Canadees acteur en Indianenleider

### 24 september
- Patsy Kelly (71), Amerikaans actrice

### 26 september
- Albert Assies (64), Nederlands burgemeester

### 27 september
- Bronisław Malinowski (30), Pools atleet
- Robert Montgomery (77), Amerikaans acteur
- Chris de Moor (82), Nederlands kunstenaar
- Benoit Van Acker (81), Belgisch politicus

### 28 september
- Rómulo Betancourt (73), president van Venezuela
- Roy Cochran (62), Amerikaans atleet

### 29 september
- Jakov Pavlov (63), Russisch militair
- Bill Shankly (68), Schots voetballer en voetbalcoach
- Raymond Vande Ryse (84), Belgisch politicus

### 30 september
- Pieter Schelte Heerema (73), Nederlands oorlogsmisdadiger en ondernemer

## Oktober

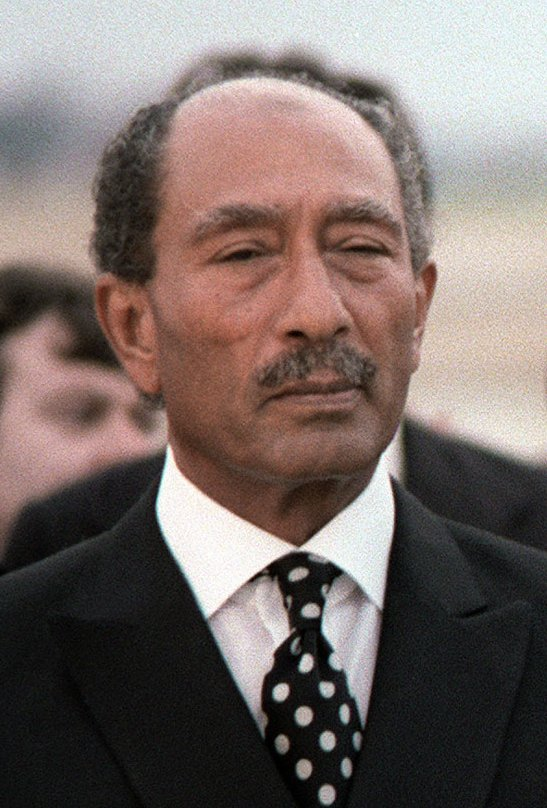
Anwar Sadat
6 oktober

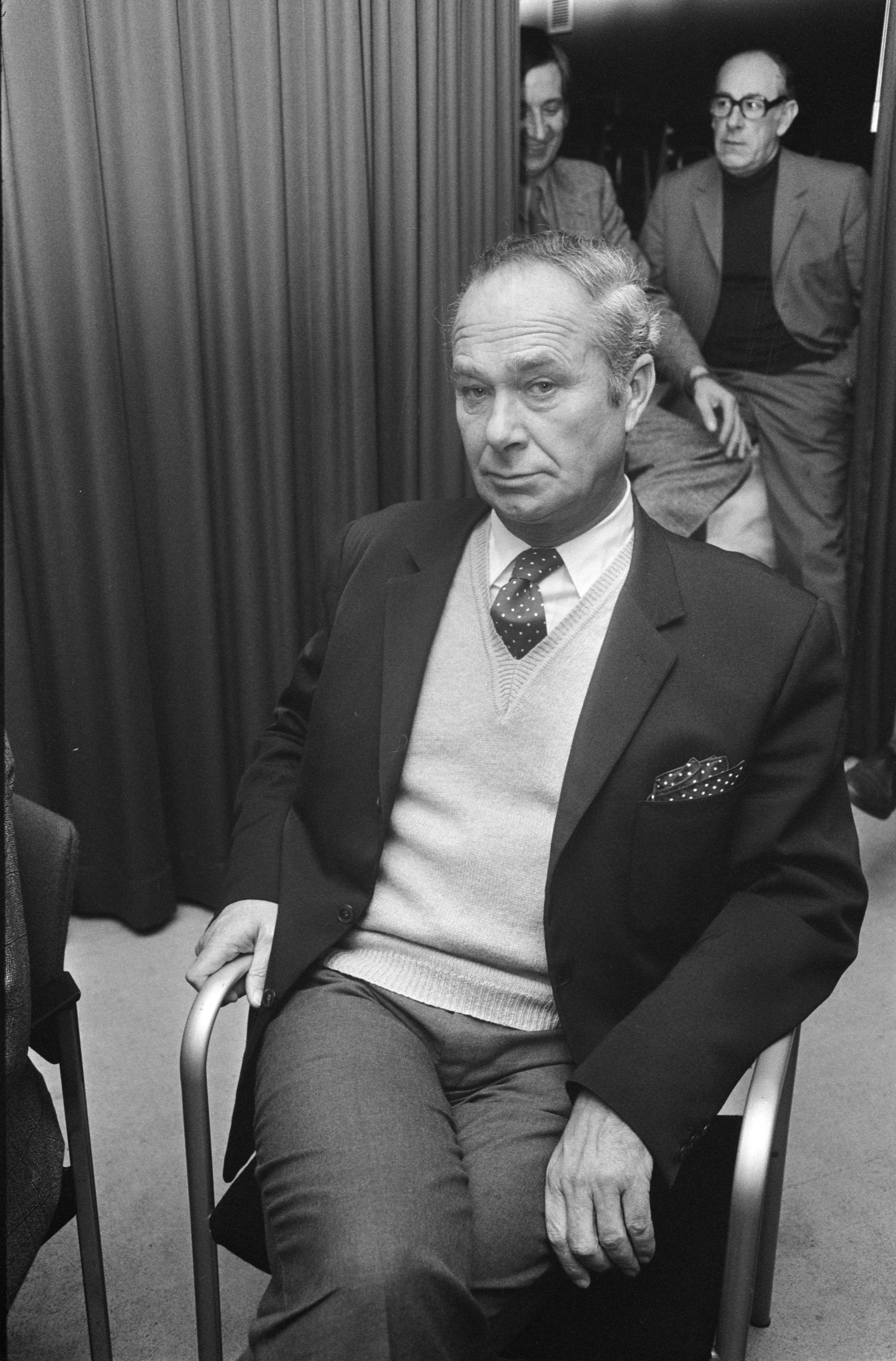
František Fadrhonc
9 oktober

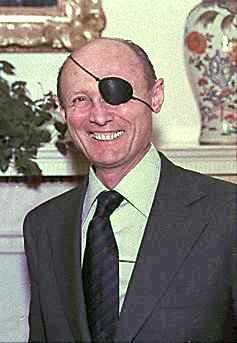
Moshe Dayan
16 oktober

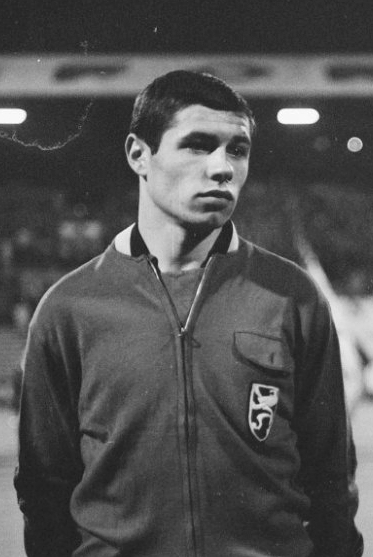
Wilfried Puis
21 oktober

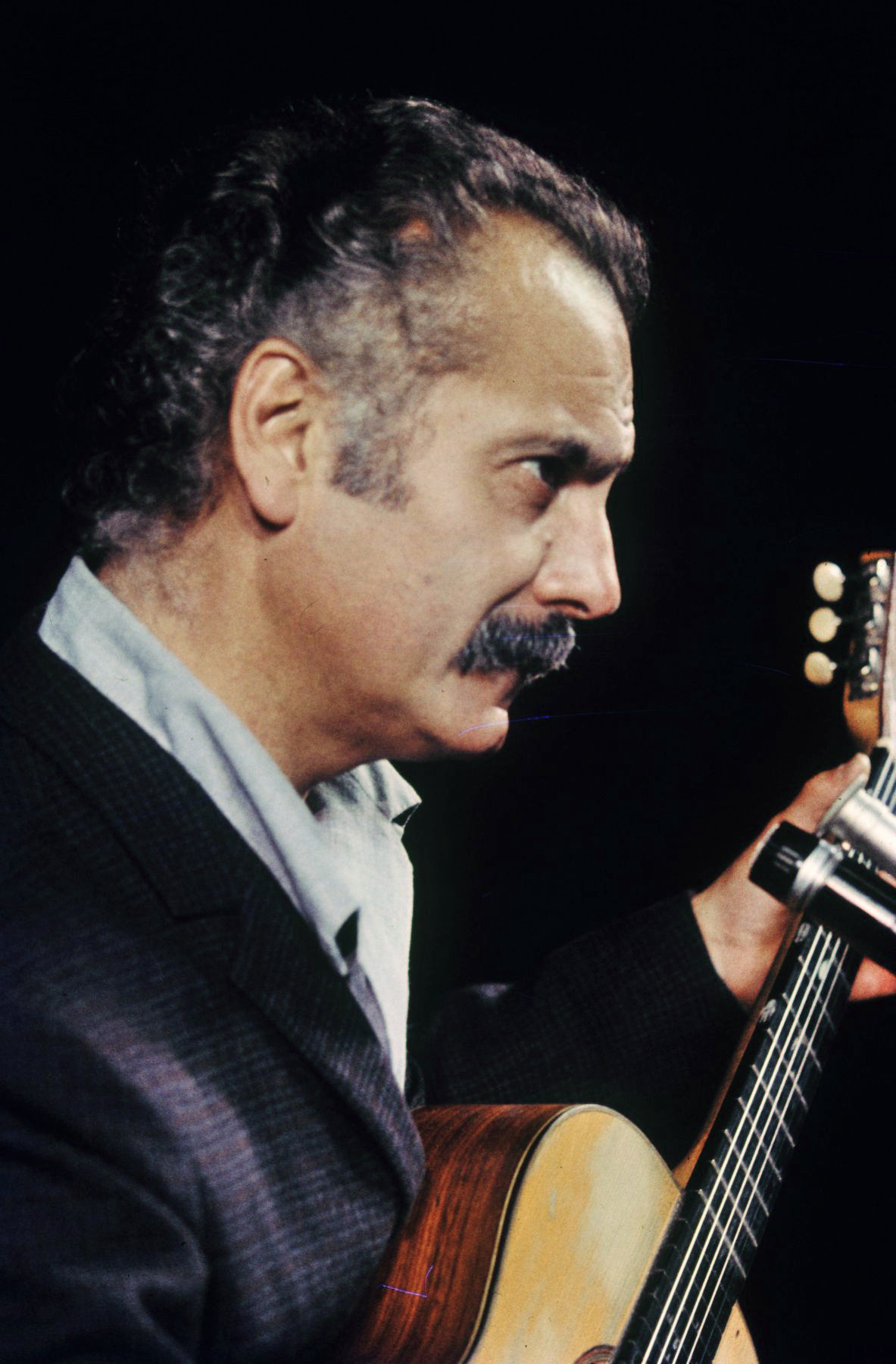
Georges Brassens
29 oktober

| 1 | 2 | 3 | 4 | 5 | 6 | 7 | 8 | 9 | 10 | 11 | 12 | 13 | 14 | 15 | 16 | 17 | 18 | 19 | 20 | 21 | 22 | 23 | 24 | 25 | 26 | 27 | 28 | 29 | 30 | 31 |
| - | - | - | - | - | - | - | - | - | -- | -- | -- | -- | -- | -- | -- | -- | -- | -- | -- | -- | -- | -- | -- | -- | -- | -- | -- | -- | -- | -- |

### 1 oktober
- Gerrit Piek (69), Nederlands beeldhouwer

### 2 oktober
- Johnny Windhurst (54), Amerikaans jazzmusicus

### 3 oktober
- Dirk Coenraad Carel van Boetzelaer (80), Nederlands diplomaat
- Ko Korsten (86), Nederlands zwemmer

### 5 oktober
- Gloria Grahame (57), Amerikaans actrice
- Janus Kiepoog (66), Nederlands dorpsfiguur

### 6 oktober
- Anwar Sadat (62), president van Egypte

### 7 oktober
- Wouter Paap (73), Nederlands componist en musicoloog

### 9 oktober
- František Fadrhonc (66), Tsjecho-Slowaaks voetbaltrainer
- Julio Libonatti (80), Argentijns voetballer
- Johannes van der Poel (72), Nederlands predikant en politicus
- Auke Johannes Vleer (69), Nederlands burgemeester

### 10 oktober
- Omer Taverne (77), Belgisch wielrenner
- Joseph Van Dam (79), Belgisch wielrenner

### 13 oktober
- Nils Asther (84), Zweeds acteur
- Antonio Berni (76), Argentijns kunstenaar
- Philippe Étancelin (84), Frans autocoureur
- Gerrit de Morée (72), Nederlands beeldend kunstenaar

### 15 oktober
- Philip Fotheringham-Parker (74), Brits autocoureur

### 16 oktober
- Moshe Dayan (66), Israëlisch politicus

### 17 oktober
- Albert Cohen (86), Zwitsers schrijver

### 19 oktober
- René Lambrechts (58), Belgisch acteur
- Paul Snoek (47), Belgisch dichter

### 21 oktober
- Viljo Halme (74), Fins voetballer
- Wilfried Puis (38), Belgisch voetballer

### 22 oktober
- David Burghley (76), Brits politicus

### 23 oktober
- Reg Butler (68), Brits acteur

### 24 oktober
- Edith Head (83), Amerikaans kostuumontwerpster
- Karel Nort (68), Nederlands radio-journalist en filmregisseur
- Jozef Noterdaeme (88), Belgisch priester en historicus

### 27 oktober
- Louis Metcalf (76), Amerikaans jazztrompettist

### 28 oktober
- Marianne Pierson-Piérard (74), Belgisch schrijver
- Renaat Verbruggen (72), Belgisch operazanger

### 29 oktober
- Bardu Ali (75), Amerikaans zanger en gitarist
- Georges Brassens (60), Frans chansonnier

### 30 oktober
- Stylianos Mavromichalis (79), Grieks politicus

## November

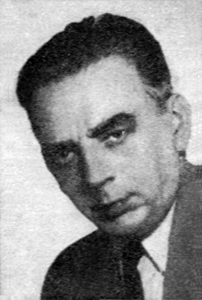
Stanisław Mazur
5 november

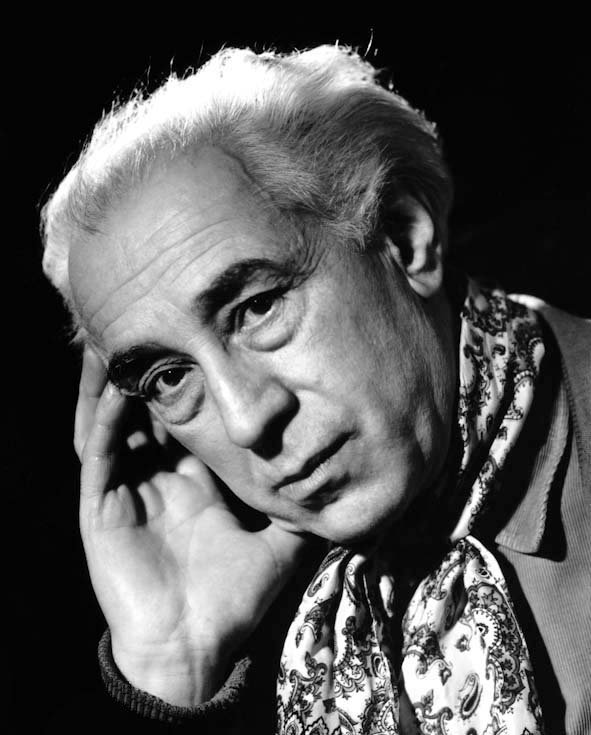
Abel Gance
10 november

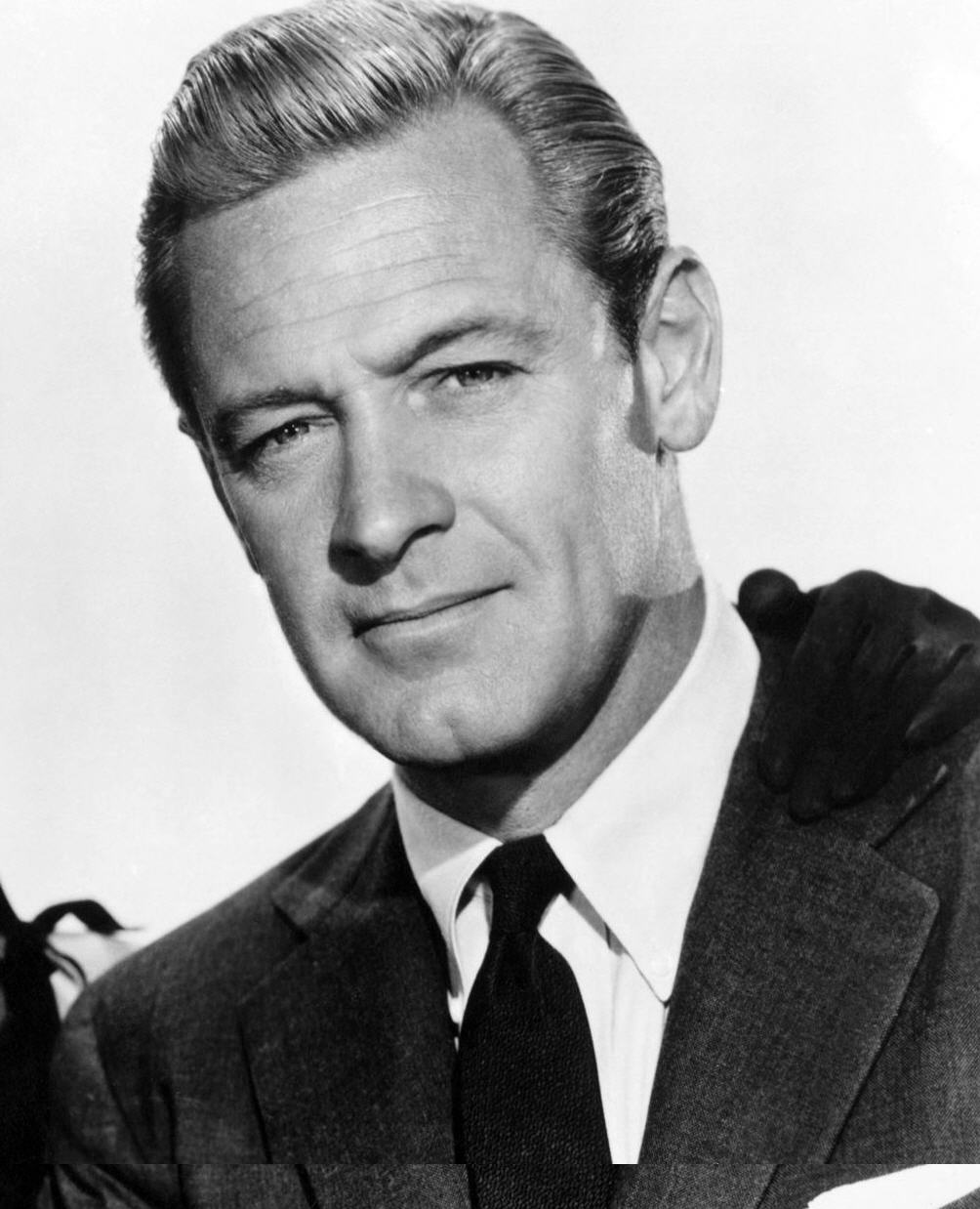
William Holden
16 november

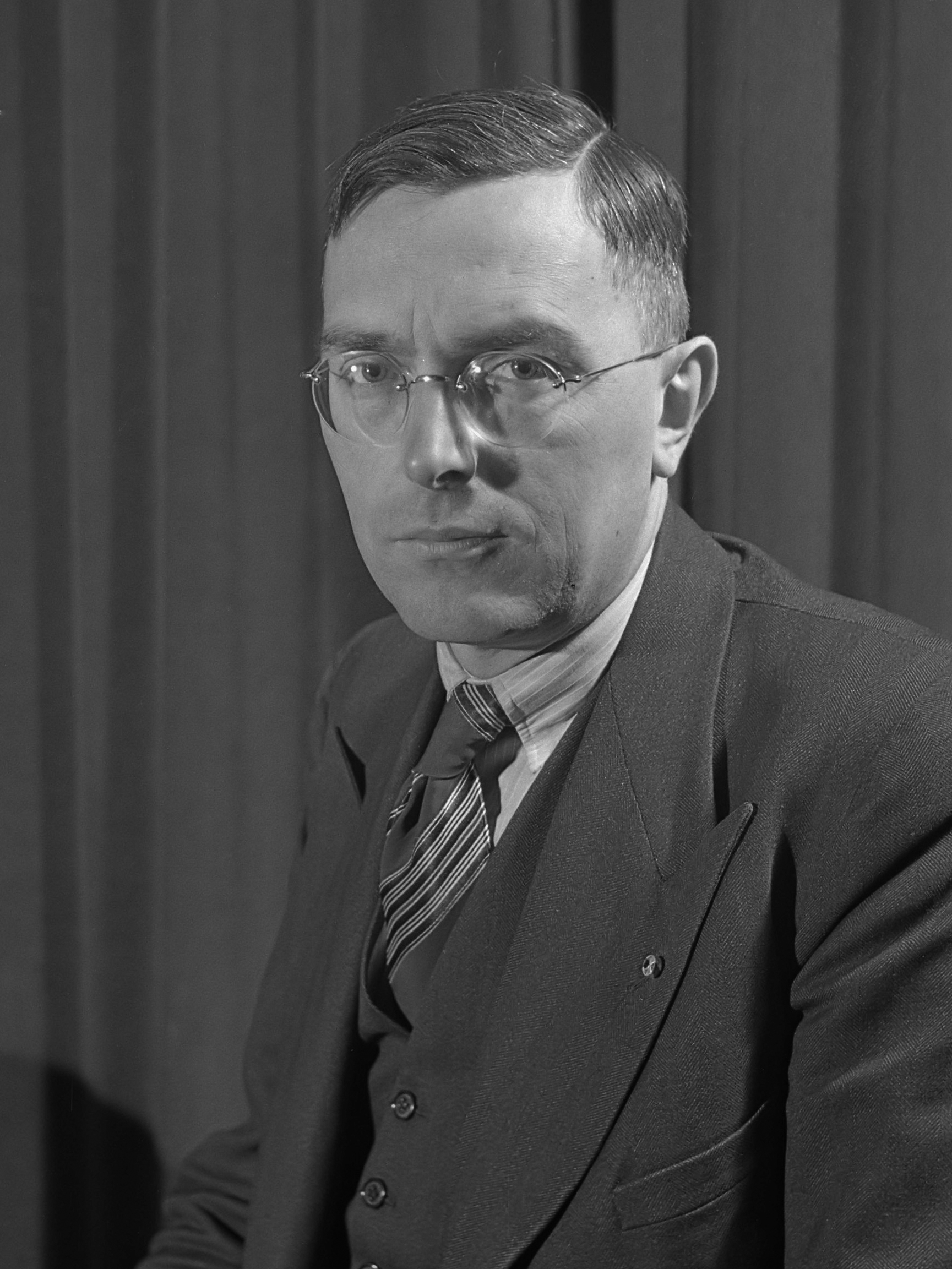
Max Euwe
26 november

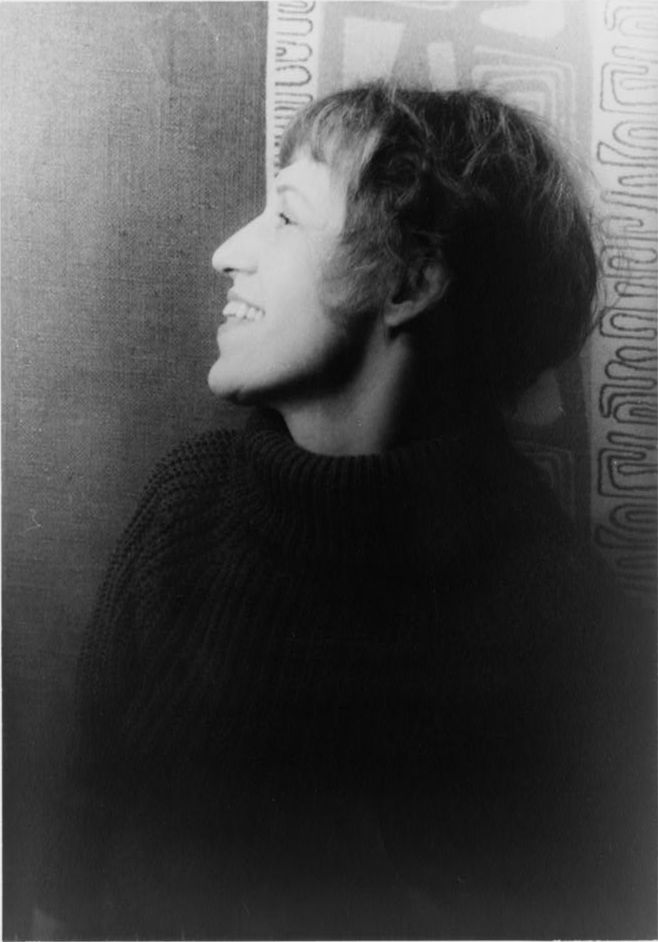
Lotte Lenya
27 november

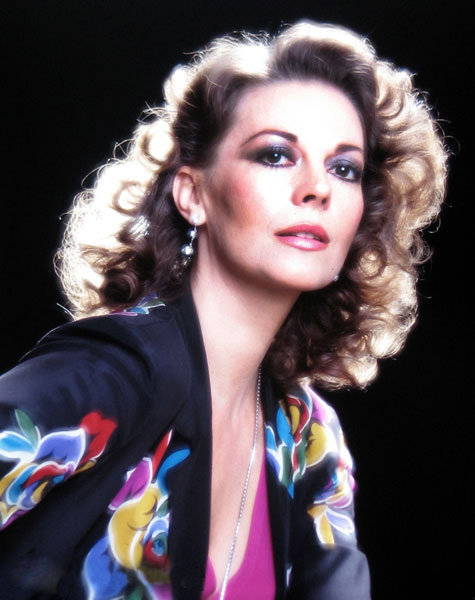
Natalie Wood
29 november

| 1 | 2 | 3 | 4 | 5 | 6 | 7 | 8 | 9 | 10 | 11 | 12 | 13 | 14 | 15 | 16 | 17 | 18 | 19 | 20 | 21 | 22 | 23 | 24 | 25 | 26 | 27 | 28 | 29 | 30 |
| - | - | - | - | - | - | - | - | - | -- | -- | -- | -- | -- | -- | -- | -- | -- | -- | -- | -- | -- | -- | -- | -- | -- | -- | -- | -- | -- |

### 1 november
- Mariano Madriaga (79), Filipijnse geestelijke

### 2 november
- Ghislain Cloquet (56), Frans cameraman

### 3 november
- Edvard Kocbek (77), Sloveens schrijver, publicist en politicus
- Friedrich Mehler (85), Duits-Zweeds componist

### 5 november
- Stanisław Mazur (76), Pools wiskundige
- Josef Plojhar (79), Tsjecho-Slowaaks politicus

### 8 november
- Marc Decorte (63), Belgisch acteur

### 10 november
- Abel Gance (92), Frans filmregisseur

### 12 november
- William Holden (63), Amerikaans acteur

### 13 november
- Bart van der Laar (36), Nederlands muziekproducent
- Gerhard Marcks (92), Duits beeldhouwer

### 14 november
- Rudolph Albert Cleveringa (96), Nederlands burgemeester

### 15 november
- Gerrit Benner (84), Nederlands kunstenaar
- Frits Prinsen (86), Nederlands ondernemer

### 16 november
- William Holden (63), Amerikaans acteur

### 17 november
- Bob Eberly (65), Amerikaans zanger

### 19 november
- Gerrit Benner (84), Nederlands kunstschilder
- George de Fretes (59), Nederlands componist, gitarist en zanger
- José Hendrickx (66), Belgisch politicus

### 21 november
- Arie Vergunst (55), Nederlands predikant

### 22 november
- Milan Kašanin (86), Servisch kunsthistoricus
- Hans Adolf Krebs (81), Duits arts, biochemicus en Nobelprijswinnaar

### 25 november
- Jack Albertson (74), Amerikaans acteur
- Romain Bellenger (87), Frans wielrenner
- Morris Kirksey (86), Amerikaans atleet

### 26 november
- Max Euwe (80), Nederlands schaker
- Ernesto Prinoth (58), Italiaans autocoureur

### 27 november
- Lotte Lenya (83), Duits actrice en zangeres
- Meint Zuiderveen (38), Nederlands burgemeester

### 28 november
- Elisabeth de Roos (78), Nederlands schrijfster

### 29 november
- Louis Fredericq (89), Belgisch politicus
- Albert Klijn (86), Nederlandse schilder, tekenaar en grafisch ontwerper
- Dieudonné Smets (80), Belgisch wielrenner
- Natalie Wood (43), Amerikaans actrice

### 30 november
- Karel Sartory (75), Nederlands reclameschrijver

## December

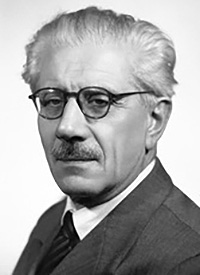
Ferruccio Parri
8 december

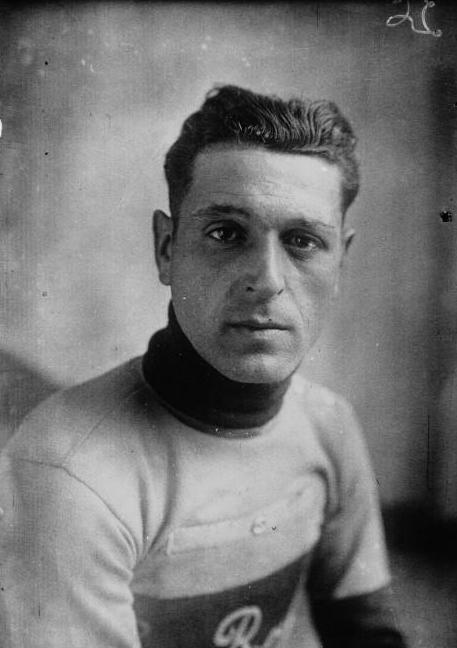
Michele Orecchia
11 december

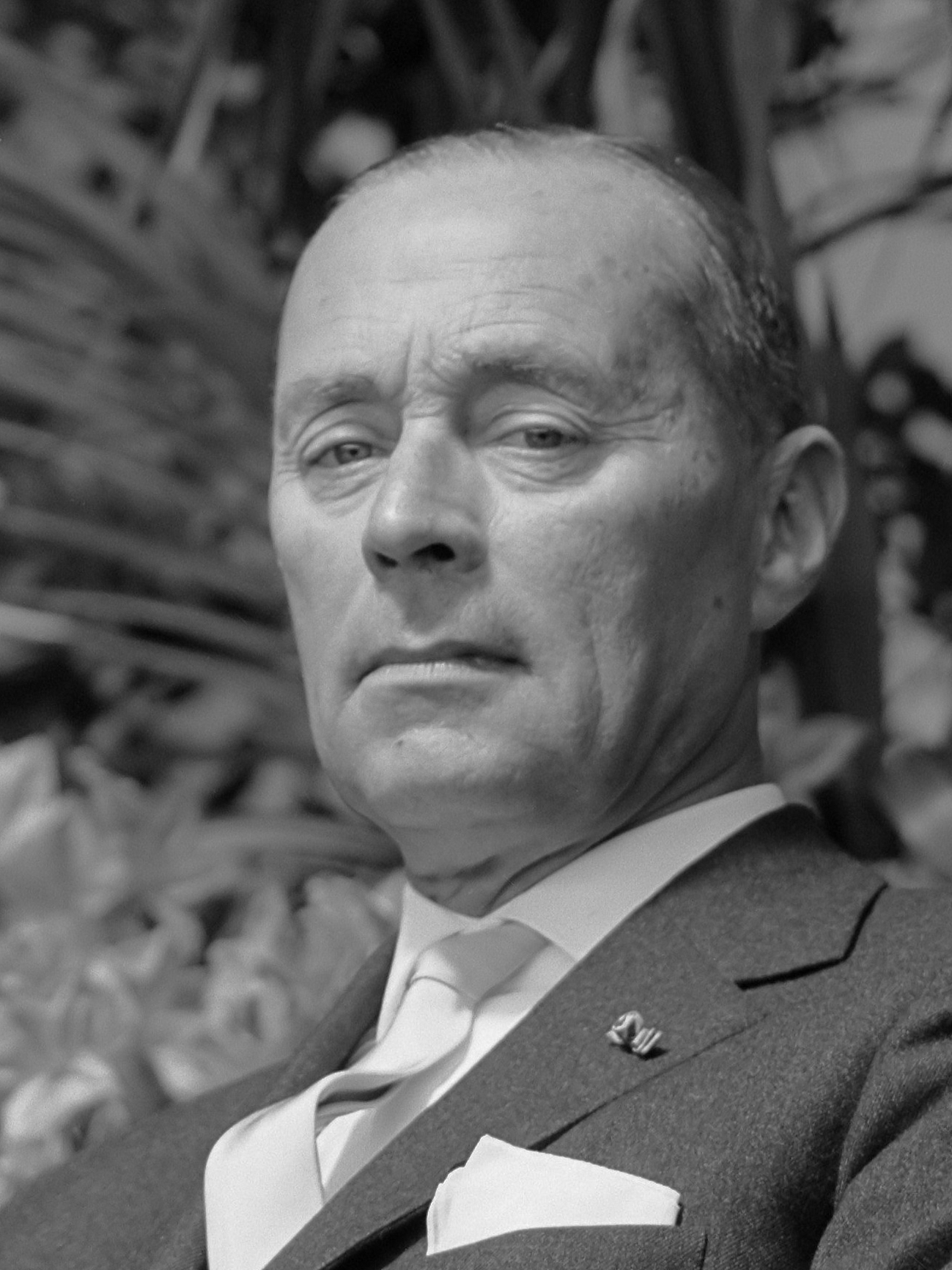
Fons Aler
21 december

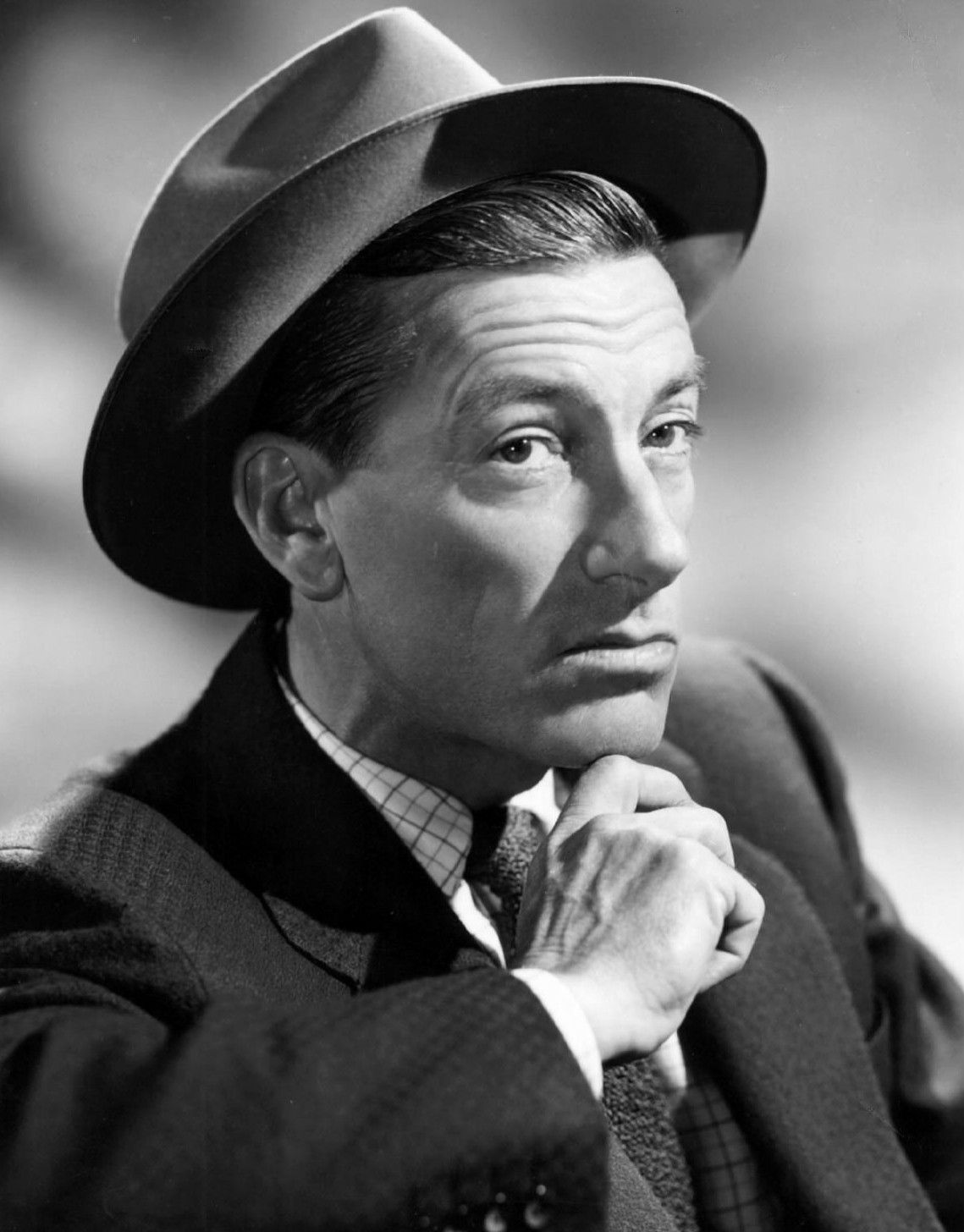
Hoagy Carmichael
27 december

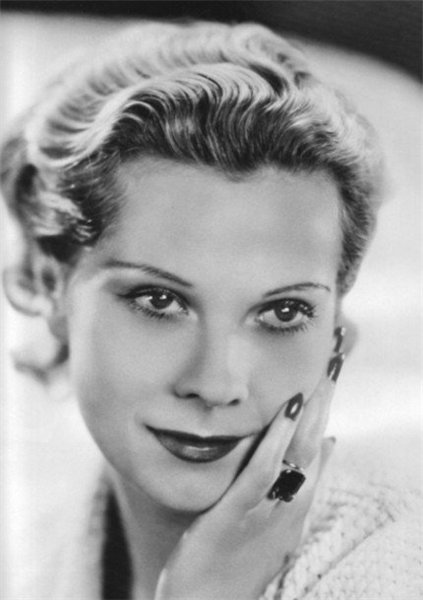
Natalia Palej
27 december

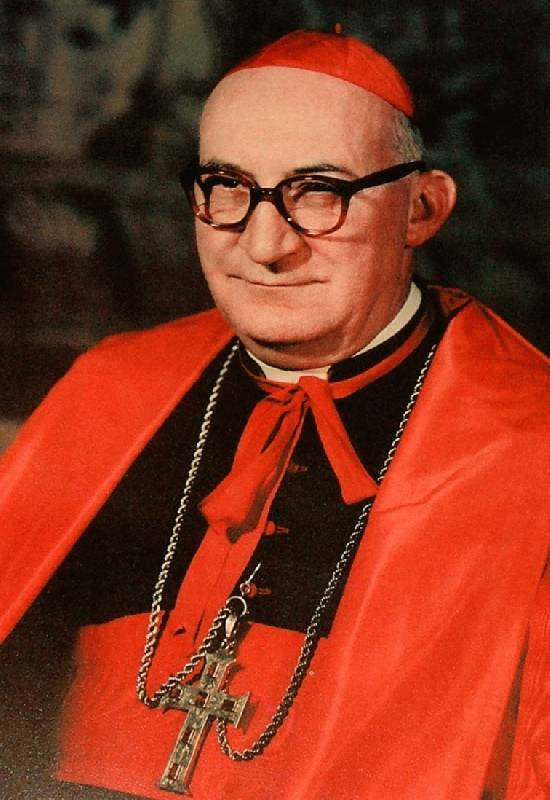
Franjo Šeper
30 december

| 1 | 2 | 3 | 4 | 5 | 6 | 7 | 8 | 9 | 10 | 11 | 12 | 13 | 14 | 15 | 16 | 17 | 18 | 19 | 20 | 21 | 22 | 23 | 24 | 25 | 26 | 27 | 28 | 29 | 30 | 31 |
| - | - | - | - | - | - | - | - | - | -- | -- | -- | -- | -- | -- | -- | -- | -- | -- | -- | -- | -- | -- | -- | -- | -- | -- | -- | -- | -- | -- |

### 1 december
- Taft Jordan (66), Amerikaans jazzmusicus

### 2 december
- Rudolf Prack (76), Oostenrijks toneelspeler en filmacteur
- Herman Jan Scheltema (74), Nederlands rechtshistoricus, dichter en schrijver

### 3 december
- Charles Paul Alexander (92), Amerikaans entomoloog
- Cola Debrot (79), Antilliaans schrijver en politicus
- Jan Langedijk (71), Nederlands schaatser
- Leon Rubbens (80), Belgisch schrijver

### 4 december
- Herman van Loon (71), Nederlands voetballer
- Edgard Van Pé (78), Belgisch politicus

### 6 december
- Terremoto de Jerez (47), Spaans flamencozanger

### 8 december
- André Laurent (67), Belgisch politicus
- Ferruccio Parri (91), Italiaans politicus

### 9 december
- War van Overstraeten (90), Belgisch kunstschilder en politicus

### 11 december
- Johannes Christoffel Aschoff (65), Nederlands politicus
- Michele Orecchia (77), Italiaans wielrenner

### 12 december
- Abdullah el-Erian (61), Egyptisch hoogleraar diplomaat en rechter
- Kamphoui (69), koningin van Laos
- John Leslie Mackie (64), Australisch moraal en -godsdienstfilosoof

### 13 december
- Nora Puype (79), Belgisch activiste

### 14 december
- Victor Kugler (81), Tsjechisch-Nederlands verzetsstrijder
- Anton Perwein (70), Oostenrijks handbalspeler
- Jan Willem Singerling (61), Nederlands componist

### 15 december
- Gerhardus Jan Adema (82), Nederlands kunstenaar
- Ralph Pratt (71), Amerikaans autocoureur
- Max Steenbeck (77), Duits natuurkundige

### 17 december
- Tini Koopmans (69), Nederlands atlete
- Mehmet Shehu (68), Albanees militair leider en politicus

### 18 december
- Jo Crab (63), Belgisch actrice

### 19 december
- Donald Osgood (60), Brits componist
- Klaas Toxopeus (77), Nederlands reddingbootschipper

### 21 december
- Fons Aler (85), Nederlands topfunctionaris en militair
- Donald Osgood (60), Brits componist

### 22 december
- Antoine Schyrgens (91), Belgisch kunstschilder

### 24 december
- René Barbier (91), Belgisch componist en muziekpedagoog

### 25 december
- Cees Kelk (80), Nederlands letterkundige

### 26 december
- Henry Eyring (80), Amerikaans scheikundige

### 27 december
- Hoagy Carmichael (82), Amerikaans componist
- Natalia Palej (76), lid Russische adel

### 28 december
- Raoul Baligand (68), Belgisch verzetsstrijder
- Allan Dwan (96), Amerikaans filmregisseur en -producent
- Bram van Velde (86), Nederlands kunstschilder

### 30 december
- Franjo Šeper (76), Kroatisch kardinaal

## Datum onbekend
- Leonidas Alaoglu (67), Canadees-Amerikaans wiskundige (overleden in augustus)
- Hans Bockkom (73), Duits-Nederlands wielrenner (overleden in juni)
- Nicolae Massim (72), Roemeens theaterregisseur en -hoogleraar (overleden in april)
- Lotte Paret (80 of 81), Duits schrijfster

1900 ·
1901 ·
1902 ·
1903 ·
1904 ·
1905 ·
1906 ·
1907 ·
1908 ·
1909 ·
1910 ·
1911 ·
1912 ·
1913 ·
1914 ·
1915 ·
1916 ·
1917 ·
1918 ·
1919 ·
1920 ·
1921 ·
1922 ·
1923 ·
1924 ·
1925 ·
1926 ·
1927 ·
1928 ·
1929 ·
1930 ·
1931 ·
1932 ·
1933 ·
1934 ·
1935 ·
1936 ·
1937 ·
1938 ·
1939 ·
1940 ·
1941 ·
1942 ·
1943 ·
1944 ·
1945 ·
1946 ·
1947 ·
1948 ·
1949 ·
1950 ·
1951 ·
1952 ·
1953 ·
1954 ·
1955 ·
1956 ·
1957 ·
1958 ·
1959 ·
1960 ·
1961 ·
1962 ·
1963 ·
1964 ·
1965 ·
1966 ·
1967 ·
1968 ·
1969 ·
1970 ·
1971 ·
1972 ·
1973 ·
1974 ·
1975 ·
1976 ·
1977 ·
1978 ·
1979 ·
1980 ·
1981 ·
1982 ·
1983 ·
1984 ·
1985 ·
1986 ·
1987 ·
1988 ·
1989 ·
1990 ·
1991 ·
1992 ·
1993 ·
1994 ·
1995 ·
1996 ·
1997 ·
1998 ·
1999 ·
2000 ·
2001 ·
2002 ·
2003 ·
2004 ·
2005 ·
2006 ·
2007 ·
2008 ·
2009 ·
2010 ·
2011 ·
2012 ·
2013 ·
2014 ·
2015 ·
2016 ·
2017 ·
2018 ·
2019 ·
2020 ·
2021 ·
2022 ·
2023 ·
2024 ·
2025